# 丹波篠山市
丹波篠山市（たんばささやまし）は、兵庫県の中東部に位置する市。丹波県民局管轄区域。2019年（令和元年）5月1日に篠山市（ささやまし）から市名が変更された。

## 概要
旧丹波国として古来京都への交通の要として栄えてきた歴史があり、町並みや祭りなどに京文化の影響を色濃く残している。盆地型の地形であるが、昭和後期から平成にかけ、市内西部を縦貫するJR福知山線（宝塚線）の複線電化、舞鶴若狭自動車道（開通時は「舞鶴自動車道」）の開通により、大阪や阪神間へのアクセスは以前よりも改善した。宝塚・伊丹へは片道40〜50分、大阪へは70分程度となっている。

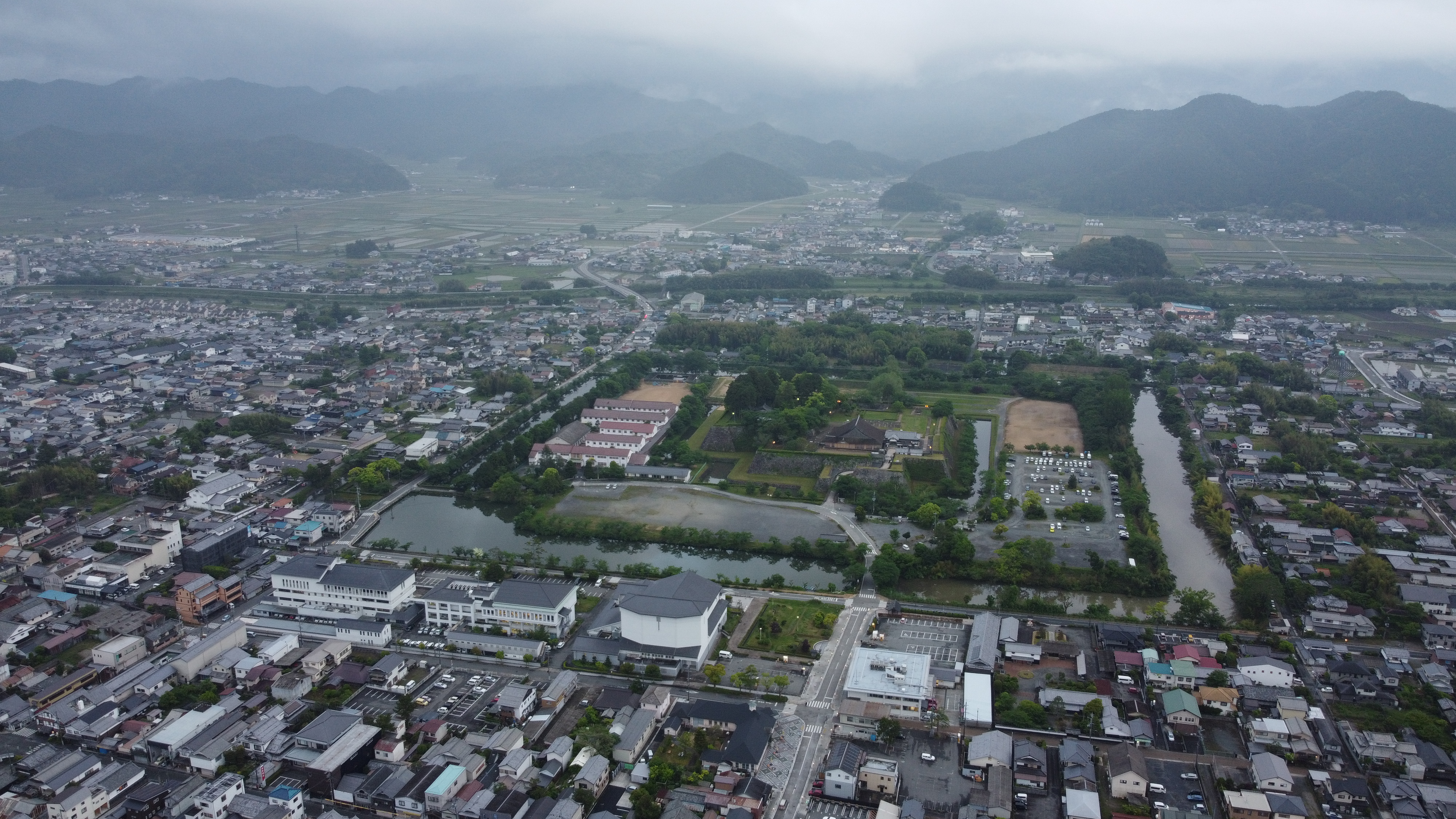
上空から見る篠山城

## 地理

### 地形

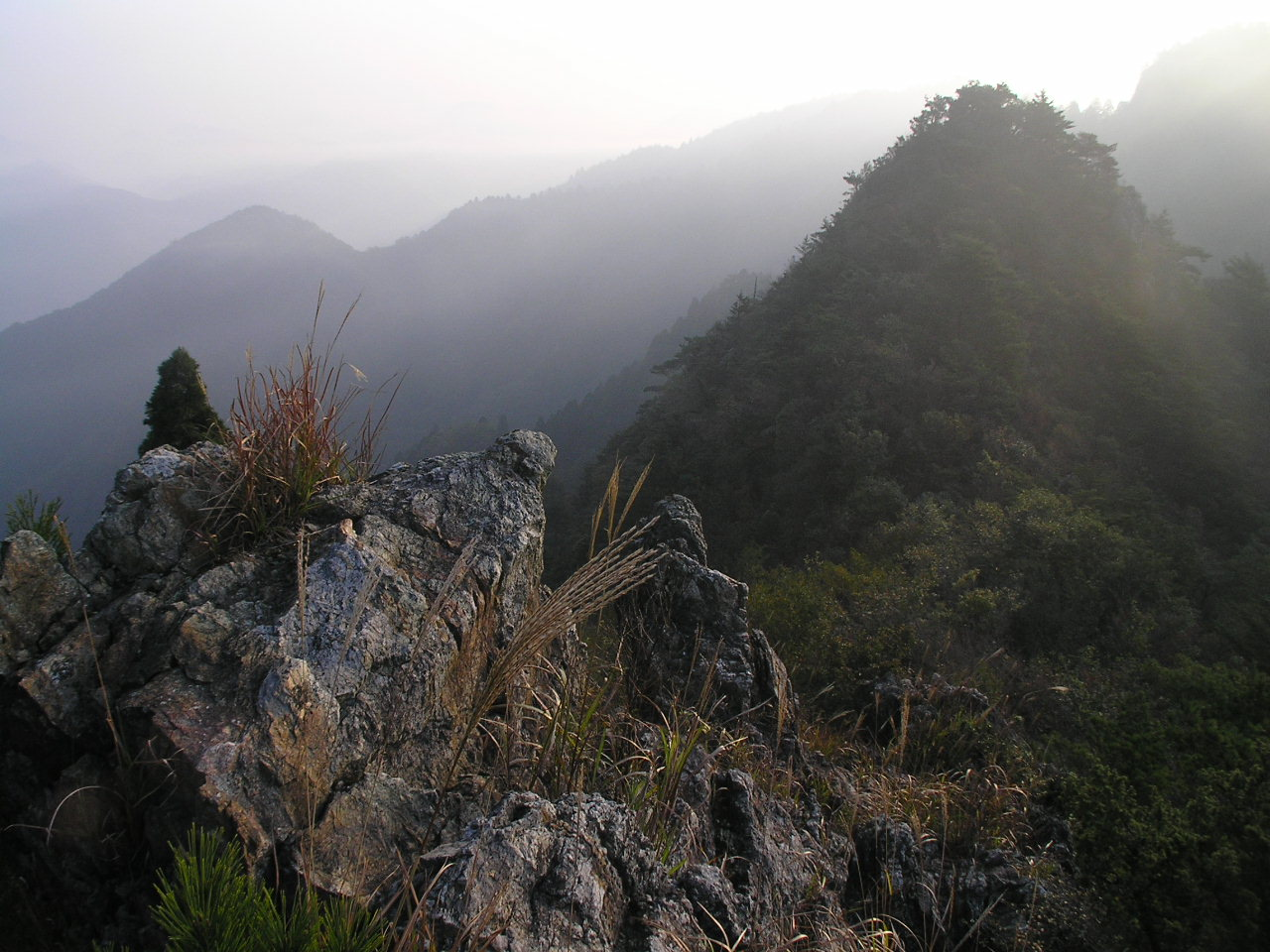
多紀アルプスのひとつ小金ヶ嶽

北部に多紀連山、南部に深山山地が位置しており、市域の約75%が山地である。標高500 - 800メートルの山地及び丘陵地に囲まれ、市域の中央部に標高約200メートルの篠山盆地がある。
多紀連山は「岳」、「嶽」、「多紀アルプス」などとも称され、古代には修験道が盛んであった。
篠山盆地の内部には、権現山、前山、馬地山、東城山などの小丘が点在する。

### 気候

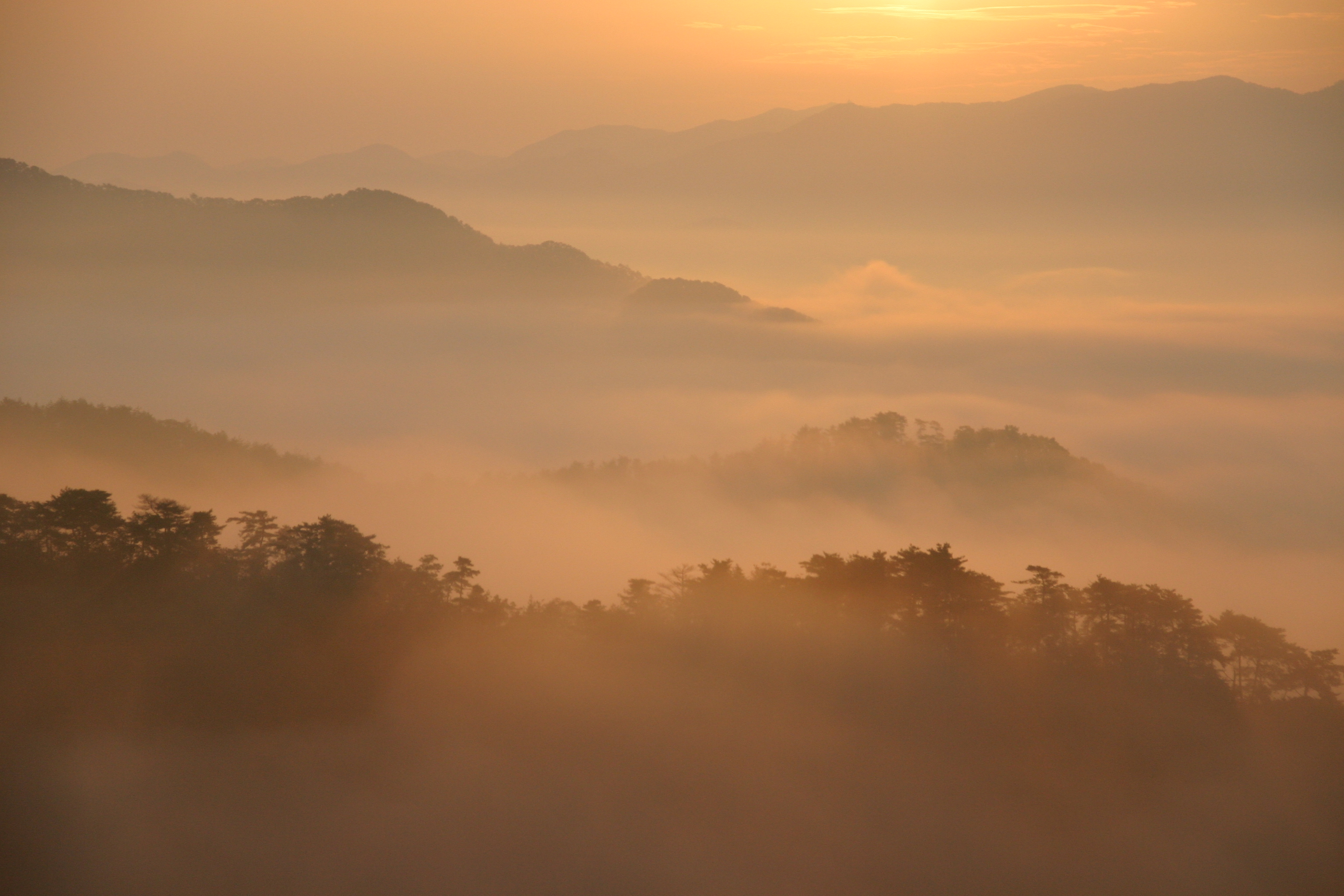
「丹波霧」が発生した山間部（盃ヶ岳）。丹波霧は、農作物に適度な水分を与え、黒大豆や「霧芋」と称されるヤマノイモなどの特産品を生む要素となっている。

篠山盆地は典型的な内陸盆地の気候で、気温の年較差が顕著で、冬季の寒さが比較的厳しい。年間を通じて風の弱い地域であり、秋から冬にかけて「丹波霧」と呼ばれる霧の発生がみられる。この丹波霧は乾燥しやすい季節に、農作物に適度な水分を与え、黒大豆や「霧芋」と称されるヤマノイモなどの特産品を生む要素となっている。冬には市内で雲海がよく出現する。
| 後川の気候               | 後川の気候   | 後川の気候   | 後川の気候    | 後川の気候    | 後川の気候    | 後川の気候    | 後川の気候    | 後川の気候    | 後川の気候    | 後川の気候    | 後川の気候   | 後川の気候   | 後川の気候      |
| 月                       | 1月          | 2月          | 3月           | 4月           | 5月           | 6月           | 7月           | 8月           | 9月           | 10月          | 11月         | 12月         | 年              |
| ------------------------ | ------------ | ------------ | ------------- | ------------- | ------------- | ------------- | ------------- | ------------- | ------------- | ------------- | ------------ | ------------ | --------------- |
| 降水量 mm （inch）       | 67.0 (2.638) | 82.6 (3.252) | 130.6 (5.142) | 129.6 (5.102) | 159.6 (6.283) | 191.4 (7.535) | 224.2 (8.827) | 159.9 (6.295) | 202.2 (7.961) | 155.3 (6.114) | 84.1 (3.311) | 70.7 (2.783) | 1,657.1 (65.24) |
| 平均降水日数 （≥1.0 mm） | 10.3         | 10.7         | 12.0          | 10.8          | 10.9          | 12.3          | 12.4          | 8.9           | 11.3          | 9.5           | 8.1          | 9.7          | 126.9           |
| 出典：                   |              |              |               |               |               |               |               |               |               |               |              |              |                 |

### 人口
平成22年国勢調査より前回調査からの人口増減をみると、4.37％減の43,268人であり、増減率は県下41市町村中28位、49行政区域中36位。
| |                                            |  |
| 丹波篠山市と全国の年齢別人口分布（2005年） | 丹波篠山市の年齢・男女別人口分布（2005年） |  |
| ■紫色 ― 丹波篠山市 ■緑色 ― 日本全国 | ■青色 ― 男性 ■赤色 ― 女性                  |  |
| 丹波篠山市（に相当する地域）の人口の推移 \| 1970年（昭和45年） \| 43,428人 \| \| \| 1975年（昭和50年） \| 42,026人 \| \| \| 1980年（昭和55年） \| 41,685人 \| \| \| 1985年（昭和60年） \| 41,144人 \| \| \| 1990年（平成2年） \| 41,802人 \| \| \| 1995年（平成7年） \| 44,752人 \| \| \| 2000年（平成12年） \| 46,325人 \| \| \| 2005年（平成17年） \| 45,245人 \| \| \| 2010年（平成22年） \| 43,263人 \| \| \| 2015年（平成27年） \| 41,490人 \| \| \| 2020年（令和2年） \| 39,611人 \| \| |                                            |  |
| 総務省統計局 国勢調査より |                                            |  |
| 1970年（昭和45年） | 43,428人                                   |  |
| 1975年（昭和50年） | 42,026人                                   |  |
| 1980年（昭和55年） | 41,685人                                   |  |
| 1985年（昭和60年） | 41,144人                                   |  |
| 1990年（平成2年） | 41,802人                                   |  |
| 1995年（平成7年） | 44,752人                                   |  |
| 2000年（平成12年） | 46,325人                                   |  |
| 2005年（平成17年） | 45,245人                                   |  |
| 2010年（平成22年） | 43,263人                                   |  |
| 2015年（平成27年） | 41,490人                                   |  |
| 2020年（令和2年） | 39,611人                                   |  |

2014年（平成26年）5月8日に「日本創成会議・人口減少問題検討分科会」が発表した2040年人口推計結果で、20歳から39歳までの若年女性の減少率が2010年（平成22年）比で58.7%となり、「消滅可能性都市」の1つとされた。

### 隣接自治体
北は丹波市および京都府の福知山市、東は京都府の南丹市および船井郡、西は加東市と西脇市、南は三田市、川辺郡及び大阪府の豊能郡にそれぞれ接している。また平成の大合併により丹波篠山市の周辺では、福知山市、丹波市、南丹市、加東市など多くの自治体が合併を進めてきた。その結果丹波篠山市は、従来地理的に離れていた福知山市と接することとなった。
兵庫県
- 西脇市
- 三田市
- 丹波市
- 加東市
- 川辺郡：猪名川町

大阪府
- 豊能郡：能勢町

京都府
- 南丹市
- 福知山市
- 船井郡：京丹波町

## 歴史
兵庫県多紀郡は、篠山市誕生の1999年（平成11年）3月31日以前は、篠山町・今田町・丹南町・西紀町の4町があった。篠山盆地を中心とする多紀郡は、近世篠山藩の支配を受けていた。篠山町は、篠山藩の城下町として、近世以来、多紀郡の中心として発展してきたが、この篠山町を中心とした多紀郡4町は比較的まとまりをもった地域であった。

### 現代
平成時代
1958年（昭和33年）以来、6回目の合併協議がおこなわれたが、1996年（平成8年）に合併研究会が発足し、1997年（平成9年）に合併協議会が結成された。協議の結果、1999年（平成11年）4月1日に旧多紀郡篠山町・今田町・丹南町・西紀町の4町が合併して市制を施行し、篠山市が誕生。関西での市町村合併は実に20年ぶりのことであった。
- 1999年（平成11年）4月1日 - 旧多紀郡篠山町・今田町・丹南町・西紀町の4町が合併して市制施行。これにより、多紀郡は消滅。

兵庫県内においては、1967年（昭和42年）4月1日に加西市が誕生して以来32年ぶりの市制施行となり、同時に20世紀最後に市制施行した市となった。この合併は、「自治体合併による人口4万以上の市制」を全国で初適用したもので、またのちに全国的に行われる平成の大合併のさきがけとなった。
- 2015年（平成27年） - ユネスコの創造都市に認定された（国内では神戸市、名古屋市、金沢市、札幌市、浜松市、鶴岡市に続く7番目に認定。クラフト&フォーク部門では、金沢市に次ぐ2番目）。

令和時代
- 2019年（令和元年）5月1日 - 「篠山市」から「丹波篠山市」に市名を変更した（後述）[1]。

### 行政

#### 市長
歴代市長
| 代 | 氏名     | 就任日         | 退任日         | 備考                   |
| -- | -------- | -------------- | -------------- | ---------------------- |
| 1  | 瀬戸亀男 | 1999年         | 2007年1月15日  | 健康上の理由により辞職 |
| 2  | 酒井隆明 | 2007年2月25日  | 2011年2月24日  |                        |
| 2  | 酒井隆明 | 2011年2月25日  | 2015年2月24日  |                        |
| 2  | 酒井隆明 | 2015年2月25日  | 2018年10月16日 | 辞職                   |
| 2  | 酒井隆明 | 2018年11月18日 | 2019年2月24日  | 出直し選挙で当選       |
| 2  | 酒井隆明 | 2019年2月25日  | 現職           | 無投票当選             |

#### 市政機関
市の行政機関として市中心部に、丹波篠山市役所本庁舎を置く。
他に、出先機関として、今田支所、丹南支所、城東支所、多紀支所、西紀支所、西紀支所西紀分局を置いている。
丹波地方の国や県の行政・司法機関は、隣接市の丹波市柏原町に集中しているが、兵庫県丹波教育事務所は、丹波篠山市に所在する。
また、旧多紀郡を主な管轄区域とする行政・司法機関として、兵庫県篠山庁舎（篠山土地改良事務所、丹波教育事務所）、篠山簡易裁判所、兵庫県警篠山警察署、柏原公共職業安定所篠山出張所が、丹波篠山市に所在する。丹波篠山市を管轄する篠山区検察庁は、丹波市にあり、神戸地方検察庁柏原支部・柏原区検察庁と同居している。また、神戸地方法務局篠山支局は、2009年10月5日に廃止され、柏原支局に統合された。

### 議会

#### 市議会
- 定数：18名
- 任期：2020年（令和2年）5月1日～2024年（令和6年）4月30日
- 議長：小畠政行（無所属）
- 副議長：園田依子（公明党）

| 会派名           | 議席数 | 所属党派   |
| ---------------- | ------ | ---------- |
| 青藍会           | 4      |            |
| 公明党           | 2      | 公明党     |
| 福祉と人権       | 2      |            |
| 日本共産党議員団 | 2      | 日本共産党 |
| 無所属           | 8      |            |

※2023年（令和5年）4月1日現在。

#### 国会
衆議院
- 任期：2021年（令和3年）10月31日 - 2025年（令和7年）10月30日（「第49回衆議院議員総選挙」参照）

| 選挙区 | 議員名 | 党派名     | 当選回数 | 備考   |
| --- | ------ | ---------- | -------- | ------ |
| 兵庫県第5区（丹波篠山市、豊岡市、川西市（旧東谷村域）、三田市、養父市、丹波市、朝来市、猪名川町、香美町、新温泉町） | 谷公一 | 自由民主党 | 7        | 選挙区 |

### 市名変更問題
2017年（平成29年）2月7日、篠山市商工会と丹波篠山観光協会、丹波ささやま農協の市内主要三団体が揃って市長の酒井隆明に市名改称の要望書を提出した。
篠山市では市制施行以来、黒豆や栗、牛肉などの特産品を多く抱える“農都”としての自負から官民挙げて「丹波」と「篠山」の名をセットにして全国に売り込んできたが、2004年（平成16年）に隣接する氷上郡6町が合併し「丹波市」が誕生すると「篠山市は丹波市の一部」と思われるなど篠山市と丹波市が混同されるようになったことや、「しのやまし」と間違って呼ばれることもあったため、以前から市名改称を要望する声は挙がってはいたものの、コスト面など課題も多かったため見送られていた。だが、丹波市と混同されることで、特に丹波ささやま農協は強い危機感を持っており、上記の三団体のうち唯一、具体的に「丹波篠山市」への改称を要望書に盛り込んだ。なお、篠山市も合併の際に「丹波」を付けるかどうか検討していたが、結局は「『丹波』は広域な地名だから」という理由で敢えて付けなかった。
2019年（平成31年）4月1日に市制施行20周年を迎えることなどから、市名改称への機運が高まったことを踏まえ、2018年（平成30年）8月1日、酒井が篠山市の市名を丹波篠山市にすることを表明する。しかし、これらの動きに対して市民団体が市名の賛否を問う住民投票の請求が10月5日になされたことなどを受け、市長を辞職することを表明。11月18日に市長選挙及び住民投票が実施された。
11月18日当日の住民投票は投票率が69.79％となり市条例が定める成立条件の50％を超えた。賛成は1万3646票（56.5％）、反対は1万518票（43.5％）で賛成多数となった。また同日実施となった出直し市長選挙の方も酒井が再任（4度目の当選）された。
これを受けて市長に再就任した酒井は11月19日の再選後初登庁の際に「丹波篠山市への市名変更を、2019年5月1日の改元（新元号施行）に合わせて行う方針である」ことを表明し、市議会に市名変更に係る条例案を提出することを明らかにし、11月27日の市議会で賛成多数により可決され正式に決定。
2019年5月1日、新元号「令和」改元当日に「丹波篠山市」に市名を改めた。
市名変更後、市の公式サイトURLは市名変更前のcity.sasayama.hyogo.jpでも接続可能で、この場合市名変更後のURL city.tambasasayama.hyogo.jpに自動変換されるようになっていた（2022年9月現在、市名変更前のURLcity.sasayama.hyogo.jpは接続不可になっている。）。
このほかtanbasasayama.hyogo.jpも存在するが、こちらは市が出資する第三セクター企業「アクト篠山」が保有している。
なお市が発行する広報紙の題名は、市名の変更前から「丹波篠山」を使用している。

## 出先機関・施設

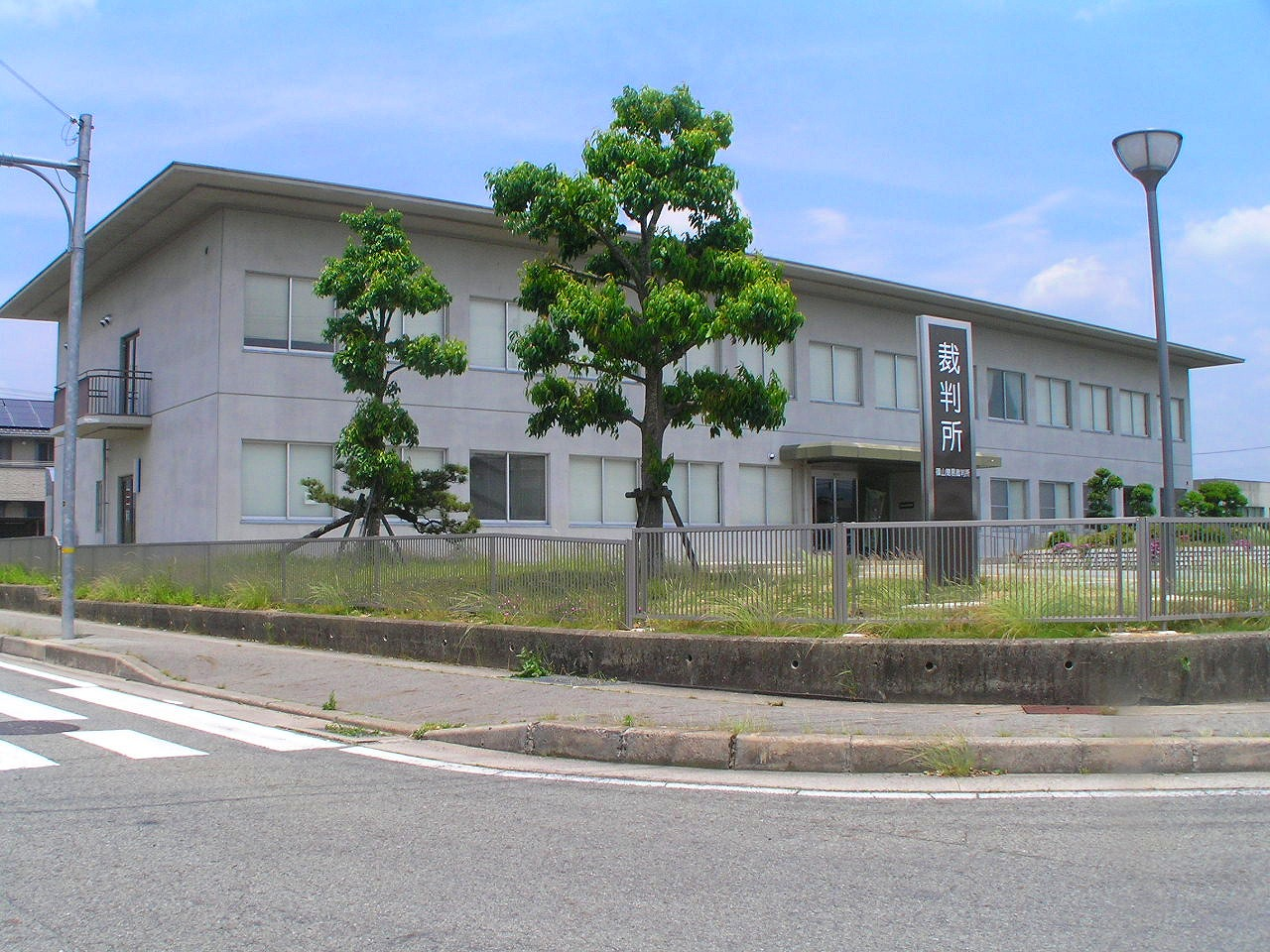
篠山簡易裁判所

### 国家機関

#### 裁判所
- 篠山簡易裁判所

### 施設

#### 警察
本部
- 兵庫県警察 篠山警察署

交番
- 篠山交番（丹波篠山市黒岡501-4）
- 篠山口駅前交番（丹波篠山市大沢１丁目23-1）

駐在所
- 畑駐在所（丹波篠山市畑宮427-5）
- 雲部駐在所（丹波篠山市西本荘451-2）
- 日置駐在所（丹波篠山市日置416）
- 後川駐在所（丹波篠山市後川上330）
- 大芋駐在所（丹波篠山市中488）
- 村雲駐在所（丹波篠山市小田中75-2）
- 福住駐在所（丹波篠山市福住354-1）
- 草山駐在所（丹波篠山市本郷116-1）
- 河内駐在所（丹波篠山市宮田220）
- 大山駐在所（丹波篠山市大山新96-1）
- 杉駐在所（丹波篠山市杉298-4）
- 城南駐在所（丹波篠山市小枕104-5）
- 古市駐在所（丹波篠山市古市12）
- 今田駐在所（丹波篠山市今田町下小野原109-4）

#### 消防
本部
- 丹波篠山市消防本部

消防署
- 丹波篠山市消防署（丹波篠山市北40-2）
  - 西出張所（丹波篠山市宮田240）
  - 東出張所（丹波篠山市細工所21-2）
  - 南出張所（丹波篠山市今田町今田新田17-1）

#### 医療

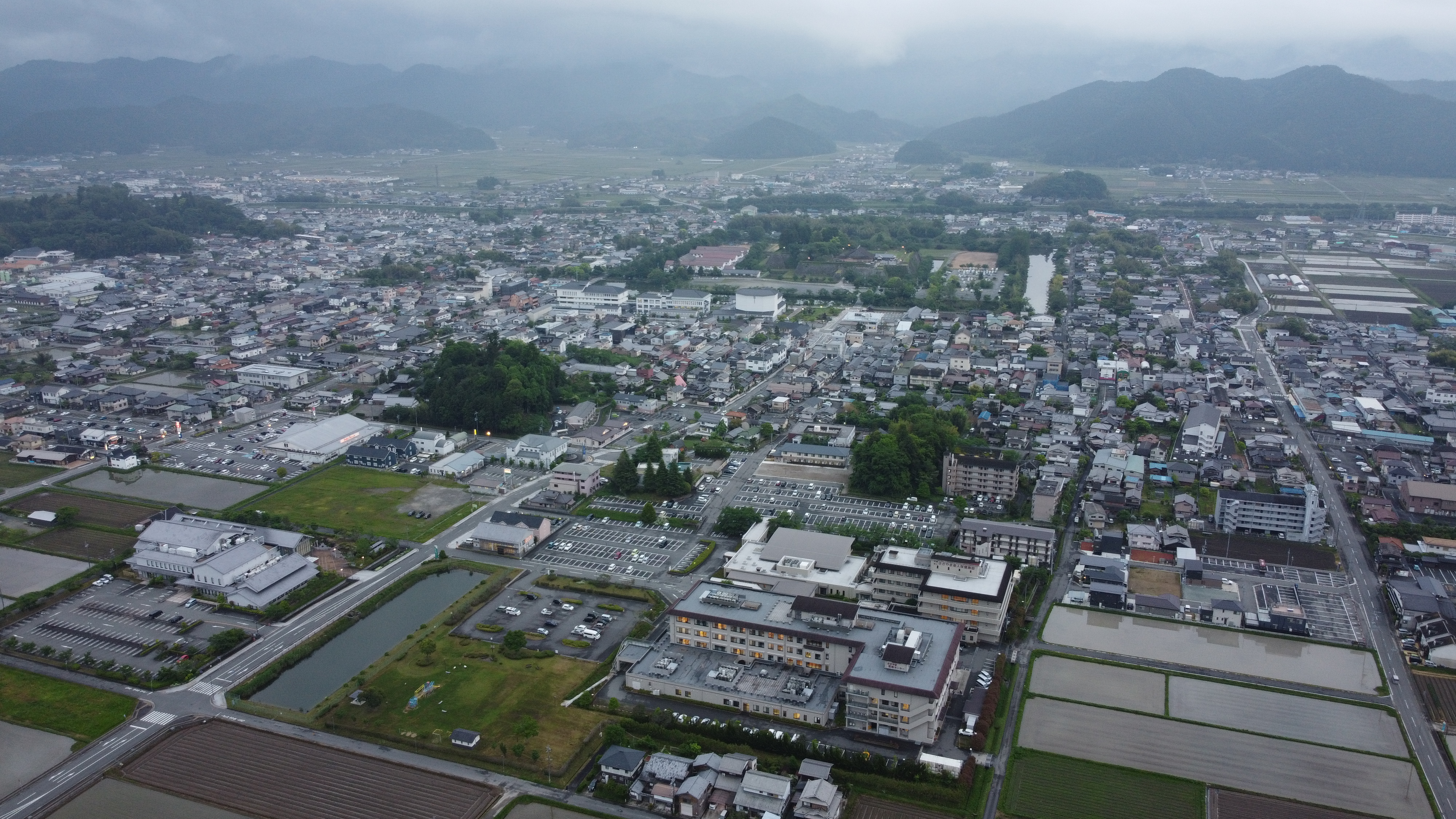
空から見る兵庫医科大学ささやま医療センター

主な病院
- 兵庫医科大学ささやま医療センター
- 岡本病院
- 山鳥病院
- にしき記念病院
- 中野医院

#### 郵便局
- 篠山市の郵便番号は2006年9月25日より以下の通り。2019年の丹波篠山市への市名変更による郵便番号の変更はない。
  - 篠山郵便局：669-23xx、669-24xx、669-22xx
  - 古市郵便局：669-21xx
  - 福住郵便局：669-25xx
  - 福井郵便局：669-26xx
  - 西紀郵便局：669-27xx
  - 大山郵便局：669-28xx

## 対外関係

### 姉妹都市・提携都市

#### 国内
姉妹都市
- 犬山市（中部地方 愛知県）
2014年(平成26年)4月20日 姉妹都市提携

提携都市
- 常滑市（中部地方 愛知県）
2012年(平成24年)7月5日 日本六古窯都市災害時相互応援協定締結

その他
- 丹波の小京都「篠山」として全国京都会議に加盟している。

#### 海外
姉妹都市
- ワラワラ市（アメリカ合衆国 ワシントン州）
1972年(昭和47年)8月15日、旧篠山町と姉妹都市提携。
- エピダウロス市（ギリシャ共和国 ペロポネソス地方）
1988年(昭和63年)5月26日、旧西紀町と旧パレア・エピダウロス町が姉妹都市提携。
西紀町の「健康と福祉の里」づくりに際して医神アスクレピオスをそのシンボルとし、ゆかりの地エピダウロスと提携した。西紀支所にはアスクレピオス像が立ち、「友好の火」が灯されている。

## 経済

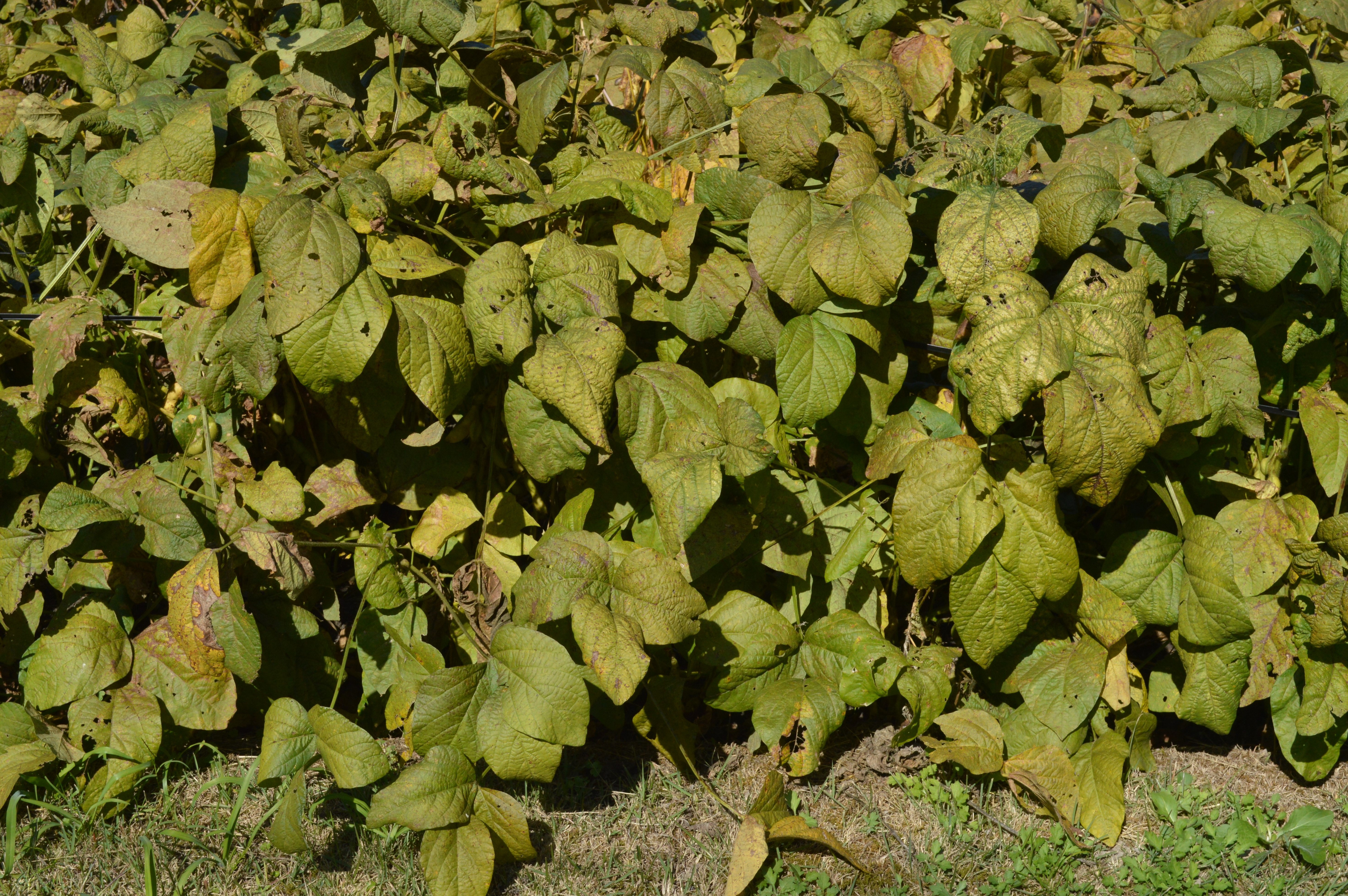
丹波黒大豆の大豆畑

かつては農業や観光業が特徴的な産業であり、盆地特有の寒暖差を生かした丹波黒大豆の生産が知られている。
一方で山林の多くは杉・檜などの植林となっているが、木材価格の低迷や後継者難から主要な産業とはなっていない。また、秋から冬にかけては盆地特有の濃い霧が発生する日が多く、低い山（盃ヶ岳など）からでも眺められる雲海は「丹波霧」とも呼ばれている。

### 産業
主要産業は農業で主な特産物は、丹波黒大豆（黒豆）、山の芋、丹波松茸、丹波栗、丹波茶、水稲（コシヒカリ・白鶴錦）など農産物を始め、丹波焼、丹波木綿など。デカンショ節は全国的にも知名度が高く、8月の「デカンショ祭」や「陶器まつり」、「味覚まつり」をはじめ、多くの観光イベントが年間を通じて行われ観光業も活発。
- 産業別就業人口

第1次産業　12.10%
第2次産業　26.20%
第3次産業　56.50%

### 本拠を置く主要企業
| - 伊丹精機（油圧シリンダ製造） - 岩崎電機（半導体ほか製造） - 江戸親伝 - 小田垣商店（丹波黒ほか高級豆） - オーリス (企業)（収納器製造） - キクヤ - 喜南鈴硝子 - 共栄樹脂（プラスチック製品製造） - 櫻酒造（清酒『櫻一文字』や『丹波櫻』製造および梅酒、『白鶴』の原酒製造） - 篠山証券 - 篠山都市ガス - ジョインウッド 一級建築士事務所（木造校舎など木質構造を得意とする「建築構造設計事務所」。） - 諏訪園（丹波茶の製造販売） - 大協工業（工業用ミシン） - 大福堂（和菓子製造の老舗） - 太陽産業（釣具製造） | - タキエンジニアリング - 丹南佐々木工業（パナソニック向け部材製造） - 武元重機 - テクノワーク（自動車部品製造） - 東洋ハイテック - 七星ソース - ニッコー - 畑中自動車 - 兵庫ケーブル（自動車用ケーブル） - 藤枝研磨工業所 - フジフレッシュフーズ - プリテック（印刷） - フルヤ工業 - 鳳鳴酒造 - 杢匠（建具製造） - 落葉舎（出版、動画制作、企業コンサルティング、テレビ番組制作協力） - 夢こんだ（こんだ薬師温泉 ぬくもりの郷運営） |

（以上、五十音順）

### 金融機関
指定金融機関:三井住友銀行、丹波ささやま農業協同組合両金融機関による輪番制（平成17年10月以降農協、三井住友の順で2年おきに交替。篠山市発足から平成17年9月まではさくら銀行→三井住友銀行単独）

## 教育
少子高齢化や市内周縁部の過疎化により、学校数は減少傾向にある。例えば小学校では統合の動きが見られ、中学校も近年において多紀中学校と城東中学校が統合し、篠山東中学校となった経緯がある。
なお、1949年（昭和24年）4月から1966年（昭和41年）3月まで、兵庫農科大学（現・神戸大学農学部）が設置されていた。兵庫師範学校（現・神戸大学国際人間科学部）の分校が設置されていたこともある。

### 大学
私立
- 兵庫医科大学 篠山キャンパス

### 高等学校
県立
- 兵庫県立篠山鳳鳴高等学校
- 兵庫県立篠山産業高等学校
- 兵庫県立篠山東雲高等学校

### 中学校
市立
- 丹波篠山市立篠山中学校
- 丹波篠山市立篠山東中学校
- 丹波篠山市立西紀中学校
- 丹波篠山市立丹南中学校
- 丹波篠山市立今田中学校

### 小学校
市立
- 丹波篠山市立篠山小学校
- 丹波篠山市立八上小学校
- 丹波篠山市立城北畑小学校
- 丹波篠山市立岡野小学校
- 丹波篠山市立城東小学校
- 丹波篠山市立多紀小学校
- 丹波篠山市立西紀南小学校
- 丹波篠山市立西紀小学校
- 丹波篠山市立西紀北小学校
- 丹波篠山市立大山小学校
- 丹波篠山市立味間小学校
- 丹波篠山市立城南小学校
- 丹波篠山市立古市小学校
- 丹波篠山市立今田小学校

### 特別支援学校
市立
- 丹波篠山市立篠山養護学校

## マスメディア
- 丹波新聞社篠山支局
- 神戸新聞社篠山支局
- 朝日新聞社篠山支局
- 毎日新聞社丹波通信部
- 読売新聞大阪本社篠山通信部
- eo光テレビ（ケーブルテレビ）

## 交通

### 鉄道

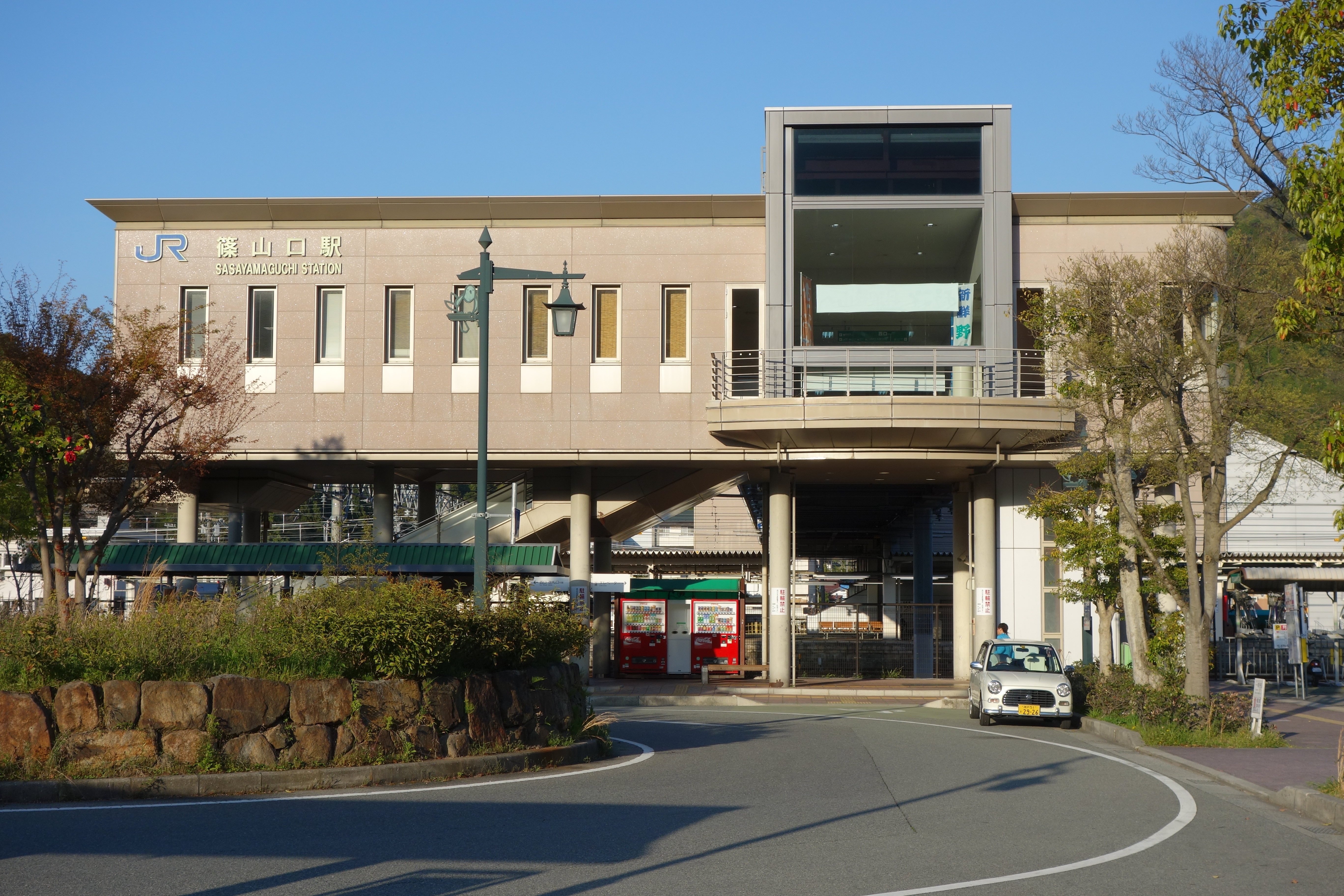
篠山口駅

中心となる駅：篠山口駅（西日本旅客鉄道福知山線）。ただし、旧丹南町域にあるため市の中心からは離れている。
西日本旅客鉄道（JR西日本）
- 福知山線：（三田市） - 草野駅 - 古市駅 - 南矢代駅 - 篠山口駅 - 丹波大山駅 -（丹波市）
  - 大阪駅 - 篠山口駅 アーバンネットワーク（JR宝塚線）
- 1944年10月から1972年2月までは、国鉄篠山線が現在の市域を東西に横断するかたちで篠山口駅と福住駅の間を結んでいた。

### バス

#### 路線バス
- ウイング神姫（旧神姫グリーンバス）
- 京阪京都交通
- コミバスハートラン - コミュニティバス

かつては阪急バスも市内に乗り入れていたが、2018年9月30日限りで市内に乗り入れる区間が廃止された。詳細は阪急バス猪名川営業所#後川系統。

### 道路

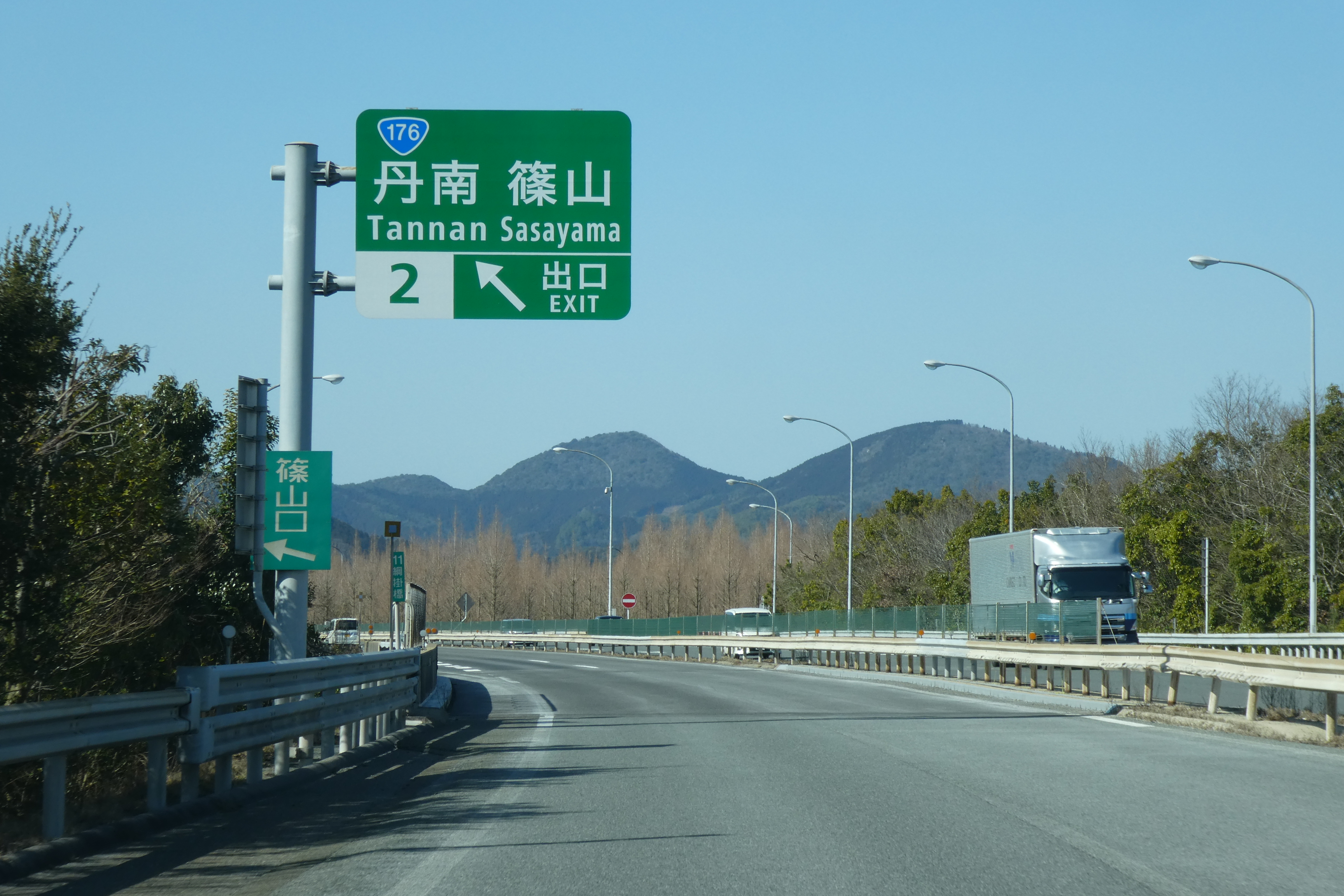
丹南篠山口IC

#### 高速道路
西日本高速道路（NEXCO西日本）
- 舞鶴若狭自動車道：（丹波市）- 西紀SA - 丹南篠山口IC -（三田市）

#### 国道
- 国道173号
- 国道176号
- 国道372号

#### 県道
主要地方道
- 兵庫県道12号川西篠山線
- 兵庫県道36号西脇篠山線
- 兵庫県道37号三田後川上線
- 兵庫県道49号三田篠山線
- 兵庫県道69号春日栗柄線
- 兵庫県道77号篠山山南線
- 兵庫県道94号丹南篠山口インター線
- 兵庫県道97号篠山三和線

一般県道
- 兵庫県道138号追入市島線
- 兵庫県道140号長安寺篠山線
- 兵庫県道141号黒石三田線
- 兵庫県道181号古市停車場線
- 兵庫県道289号東中下板井線
- 兵庫県道292号下立杭柏原線
- 兵庫県道299号大沢新東吹線
- 兵庫県道300号本郷藤坂線
- 兵庫県道301号本郷東浜谷線
- 兵庫県道303号市野々西野々線
- 兵庫県道304号泉八上新線
- 兵庫県道305号瀬利八上上線
- 兵庫県道306号池上杉線
- 兵庫県道308号曽地中三田線
- 兵庫県道309号福住三田線
- 兵庫県道311号上鴨川木津線
- 兵庫県道508号瀬利小田中線
- 兵庫県道509号桑原栗柄線
- 兵庫県道543号上宿栃梨線
- 兵庫県道544号丸山南新町線
- 兵庫県道702号篠山京丹波線
- 兵庫県道710号本郷辻線
- 兵庫県道711号遠方瑞穂線

### ナンバープレート
- 自動車のナンバープレートは「神戸ナンバー」（神戸運輸監理部兵庫陸運部魚崎庁舎）である。

## 名所・旧跡・観光スポット
（以下の記述中の「史跡」「重要文化財」「天然記念物」は、文化財保護法に基づき国が指定した史跡、重要文化財、天然記念物を指す）

### 名所・旧跡
- 雲部車塚古墳（宮内庁治定、雲部陵墓参考地）
- 八上城跡 国の史跡
- 篠山城跡 史跡 - 大書院（おおしょいん）
- 盃山城
- 垣屋城
- 市谷城
- 今福城
- 栗柄城
- 法光寺城
- 蕪丸城
- 淀山城
- 高仙寺城
- 丹波篠山市篠山伝統的建造物群保存地区（国選定重要伝統的建造物群保存地区）
  - 御徒士町武家屋敷群 - 美しい日本の歴史的風土100選
    - 小林家長屋門 - 江戸時代築、兵庫県指定文化財
    - 旧安間家住宅（丹波篠山市立武家屋敷安間家史料館） - 武家屋敷、曲屋、土蔵、江戸時代築、篠山市指定文化財

  - 河原町妻入商家群
    - 西坂家住宅 - 商家建築（醤油屋）、妻入り、篠山市指定文化財
    - 川端家住宅 - 商家建築、平入り、入母屋造、篠山市指定文化財
    - 丹波古陶館 - 江戸時代の大規模商家建築
    - 能楽資料館

  - 青山歴史村 - 旧篠山藩主青山氏別邸
- 丹波篠山市福住伝統的建造物群保存地区（国選定重要伝統的建造物群保存地区）
- 高城屋敷門 - 旧八上城屋敷門（八上城唯一の遺構）、室町時代築
- 丹波篠山市立歴史美術館 - 旧篠山藩庁、日本最古の木造裁判所の建物
- 大国寺本堂 重要文化財
- 長谷寺妙見堂 重要文化財

- 長源寺
- 春日神社 - 能舞台が重要文化財
- 波々伯部神社
- 鳳鳴酒造本社 登録有形文化財
- 上田家住宅 登録有形文化財
- 西尾家住宅 登録有形文化財
- 王地山陶器所

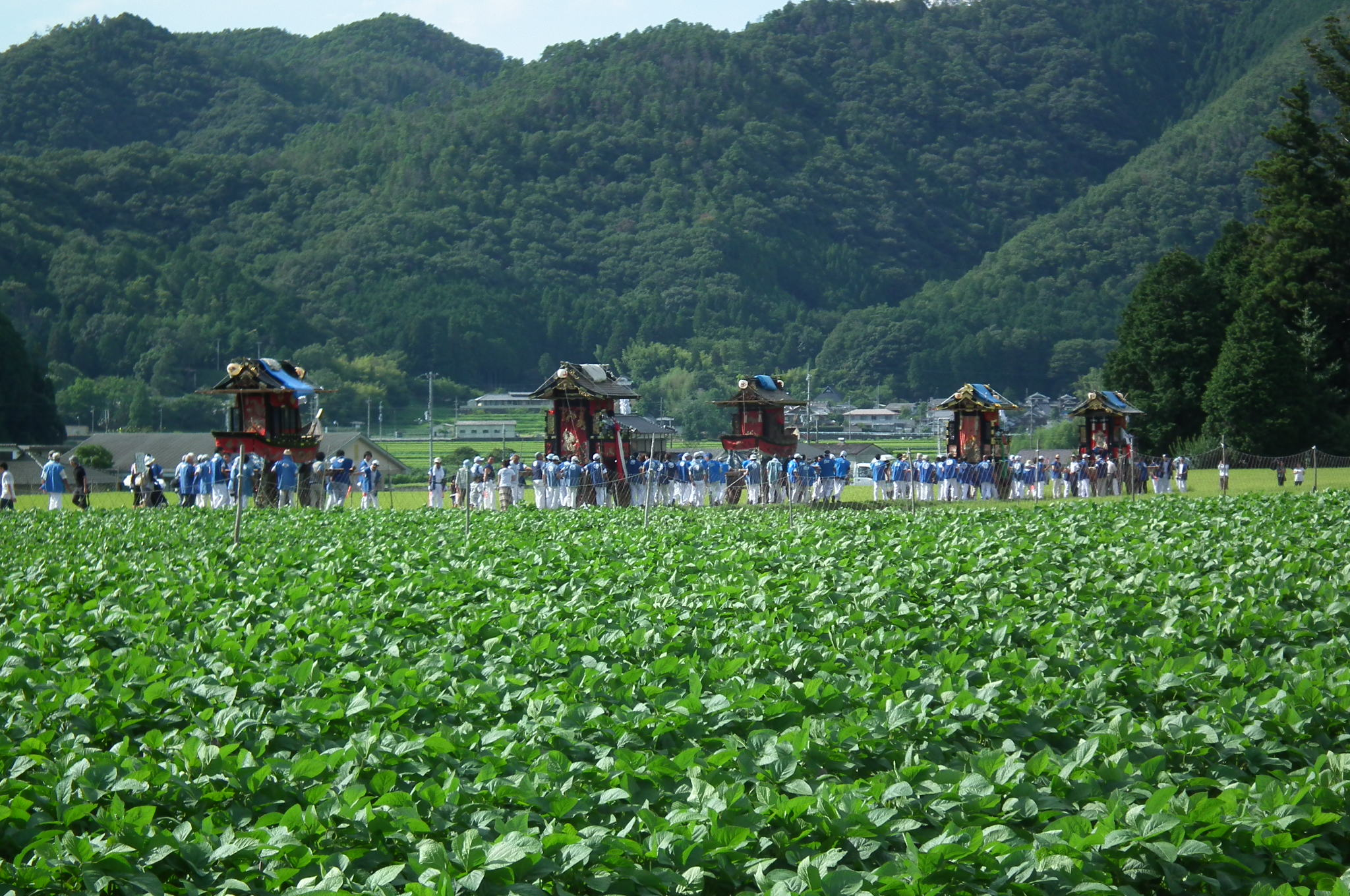
波々伯部神社「おやま行事」（毎年8月第1土・日曜日（古くは旧暦6月14日）の例祭（祇園祭）に催行される行事）

- 宗玄寺 - 宿場一夜夢街道（現在は行われていない）

### 文化施設・観光スポット
- 兵庫陶芸美術館
- 立杭陶の郷
- 篠山チルドレンズミュージアム
- 丹波篠山市立中央図書館
- 集落丸山
- 大正ロマン館 - 1923年竣工。旧篠山町役場。
- お菓子の里丹波
  - 丹波ミオール館 - 1918年竣工の洋館。旧垂水警察署。お菓子の里敷丹波敷地内にある。
- 県立篠山の森公園
- 丹波杜氏酒造記念会館
- ユニトピアささやま
- 丹波猪村キャンプ場
- 丹波渓谷の森公園
- ハイマート佐仲
- 丹波篠山市立田園交響ホール
- 四季の森生涯学習センター
- オータニモンゴルの里
- さぎそうホール
- 丹文窯
- 篠山玉水ゆり園

### 温泉
- こんだ薬師温泉ぬくもりの湯
- 籠坊温泉
- 草山温泉 観音湯

### 自然
- 筱見四十八滝
- 多紀連山（御嶽・小金ヶ嶽・西ヶ嶽）
- 盃ヶ岳 - 雲海の名所。特に中腹から日の出と八上城が見える。
- 追手神社のモミ（樹齢400年、天然記念物） - 日本最大のモミ
- 日置のハダカガヤ（樹齢600年、天然記念物）

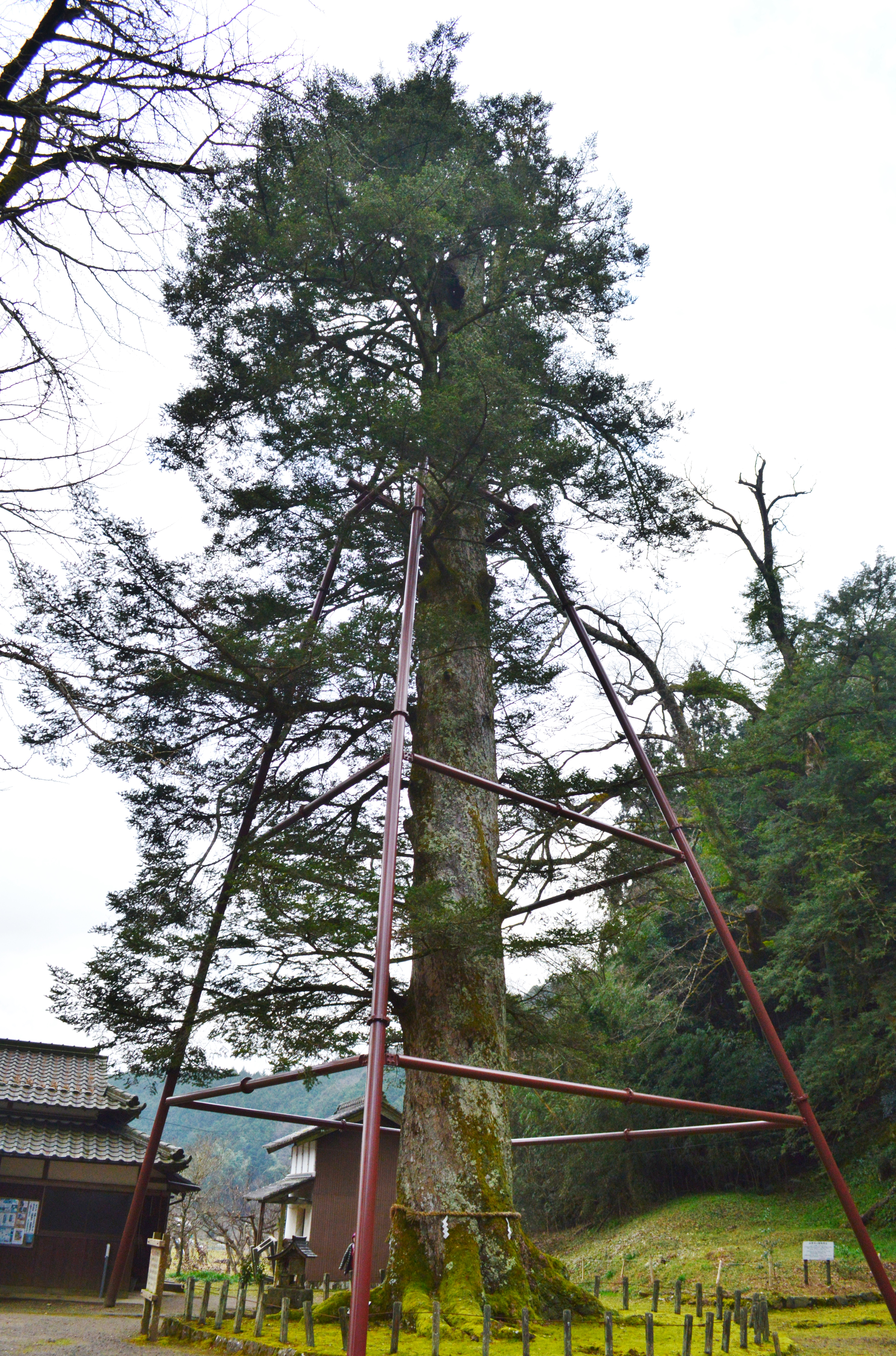
追手神社のモミ（国の天然記念物）
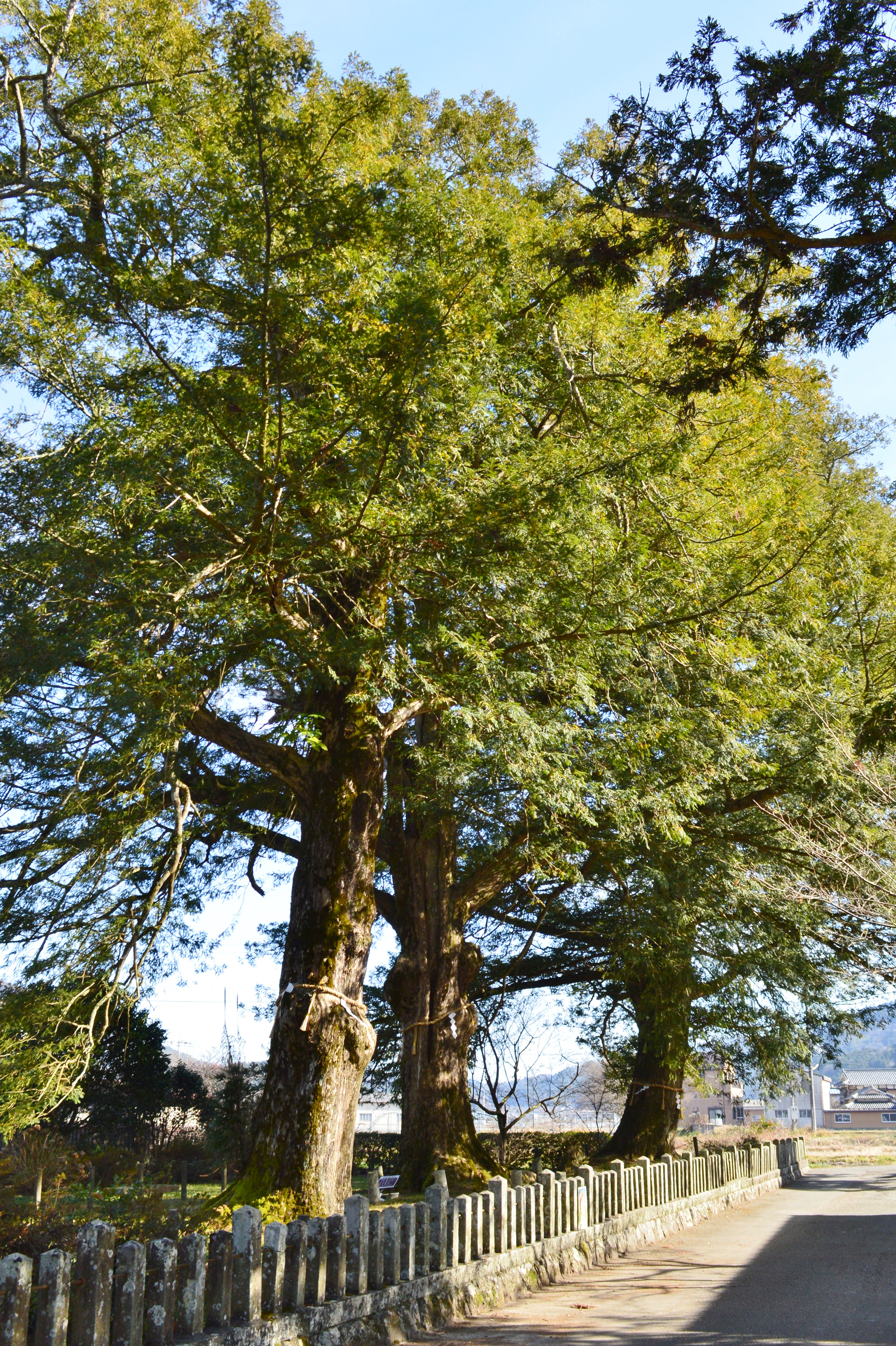
日置のハダカガヤ（国の天然記念物）
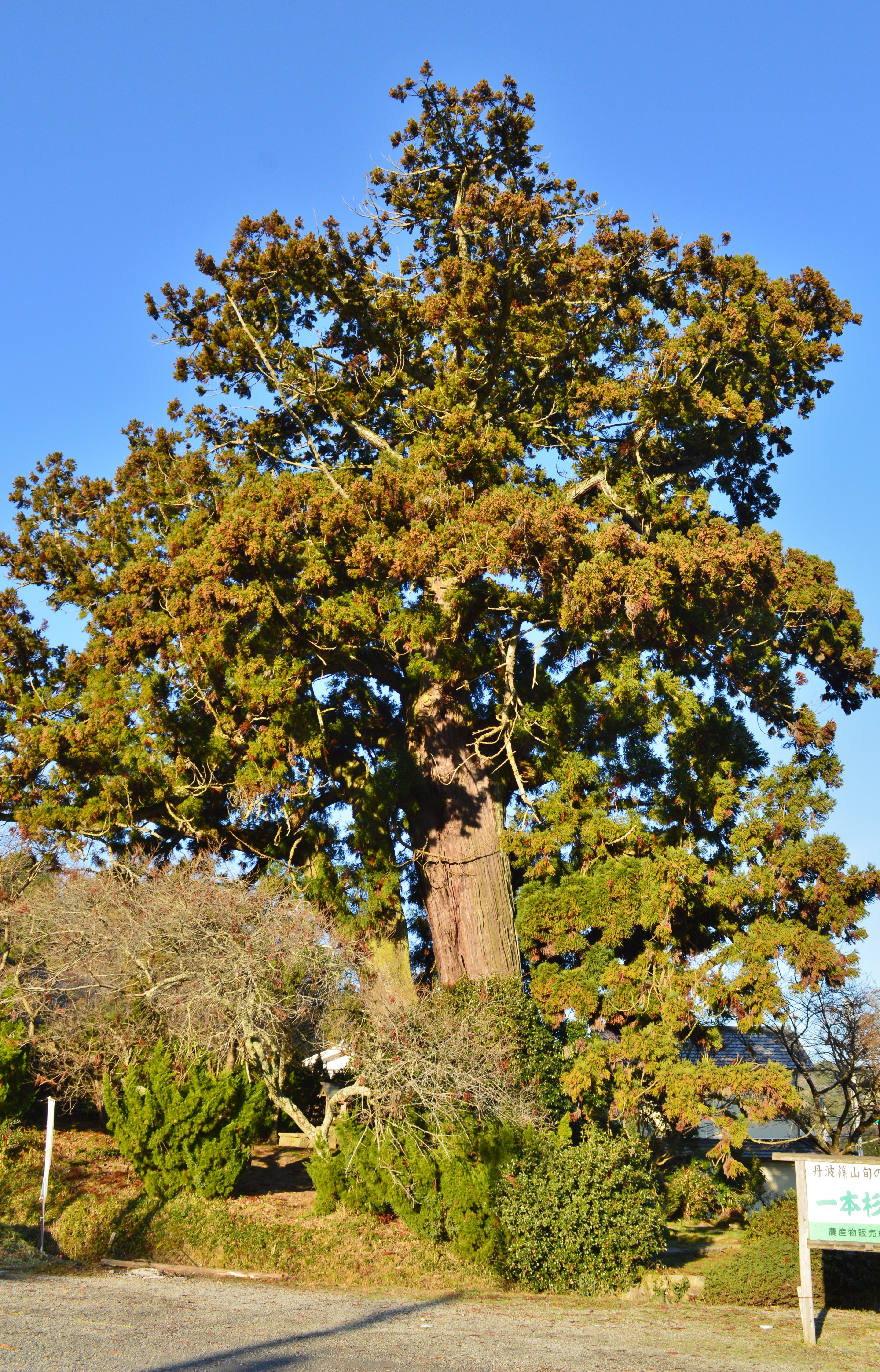
安田の大スギ（兵庫県指定天然記念物）

## 文化

### 祭事・催事
- デカンショ祭
- 丹波篠山味まつり
- たんば丹南味覚まつり
- 春日神社秋祭り 10月中旬に催される春日神社秋祭は4基の神輿の巡行、9台の鉾山、8台の太鼓神輿の練り込みがあり、夜の境内では毎年神輿を担ぐ男衆の激しい喧嘩が見ものとなっている。
- 波々伯部神社「おやま行事」（８月第1土曜・日曜）
- 丹波陶器まつりと物産市
- 宿場一夜夢街道
- 丹波篠山ABCマラソン大会
- 全国車いすマラソン
- 丹波篠山ビデオ大賞
- ササヤマルシェ

### 特産品
- 丹波栗（クリ）
- 猪肉・ぼたん鍋
- 丹波篠山肉
- 丹波黒大豆（波部黒など）
- 丹波大納言（アズキ）発祥地は隣接する丹波市春日町東中（ひがしなか）集落周辺。
- 丹波山の芋（ヤマノイモ）
- 丹波松茸（マツタケ）
- 丹波鹿肉
- 大山スイカ（祭ばやし・富士光）

### デカンショ節
篠山は「デカンショデカンショで半年暮らす あとの半年ねて暮らす」の歌詞で知られるデカンショ節の発祥地として知られる。その起源については篠山町七十五年史（1955）、篠山町百年史（1980）の2冊に詳しいが、江戸時代から歌われていた篠山地方の「みつ節」の変形したものである伝えられている。また、「デカンショ」の語源については諸説紛々だが、面白いものとしては、鳳鳴出身の学生たちが、デカルト、カント、ショーペンハウエルの名の頭文字を取ったものであると言う説があり、有力な説となっている。なお、この「デカンショ節」に因んだ「デカンショ祭」が例年8月15-16日にかけて開催され、毎年10万人近い人出で賑わい、篠山の町は篠山城跡三の丸広場を中心にデカンショ一色に包まれる。

### 篠山の怪談七不思議
篠山城下には伝承として「篠山の怪談七不思議」が言い伝えられている。「観音橋の夜泣榎」「土手裏のおちょぼ」「川ン丁の鼻黒」「坪井の榧の木」「田代の前」「一本松の見越しの入道」「番所橋の酒買い小僧」の7つである。
1 観音橋の夜泣榎

2. 土手裏のおちょぼ
篠山城の南堀端を東に徒歩5分、河原町妻入商家群がある。東に150m観音寺から南に延びる道との交差点を更に50m下ると、町屋の南に京口橋へと続く道に出る。明治30年頃までは、この道の南側には篠山川の堤防へと広がる人気ない藪が広がっていた。この人気ない裏道は俗に「土手裏」と呼ばれていた。夜中にこの道を通ると、道の先に髪の毛を後ろに束ねた女の子に出合う。人がいると安心して声をかけると女の子はゆっくり振り返る。目も鼻も口もなく、のっぺらぼうの顔である。これが土手裏のおちょぼである。おちょぼとは、可愛らしい女の子のことを言う。
3 川ン丁の鼻黒
川ン丁とは、現在の丹波篠山市内を南北に流れる黒岡川（加古川水系篠山川の支流）にかかる梅の小路橋からさらに下流の小川橋までの川沿いの一体の地名であり、「川の町」が訛って「川ン丁」となった。そこに現れると伝わる怪物の名が鼻黒（はなくろ）である。姿形についてはもう一つはっきりしないのであるが、とにかく鼻が黒いのが特徴である。そこからほど近い王地山稲荷神社の開帳の際などに、地元の人の間では「砂持せんもの鼻黒じゃ」と盛んに言われる。丹波篠山市から少し距離的に離れるが、『大阪伝承地誌集成』によると、大阪府大阪市の玉造神社の砂持行事（川から土砂を運んで神社の土地を平坦にする）の際、商売以外に関心がなかった傘屋の若旦那を、近所の若い衆が砂持ならば出てくるだろうと踏んで彼を連れ出そうとしたが動こうとせず、業を煮やした彼らが墨を投げつけたら鼻が黒くなったのが「鼻黒」の由来の一つである。
4 坪井の榧の木

5 田代の前

6 一本松の見越しの入道

7 番所橋の酒買い小僧

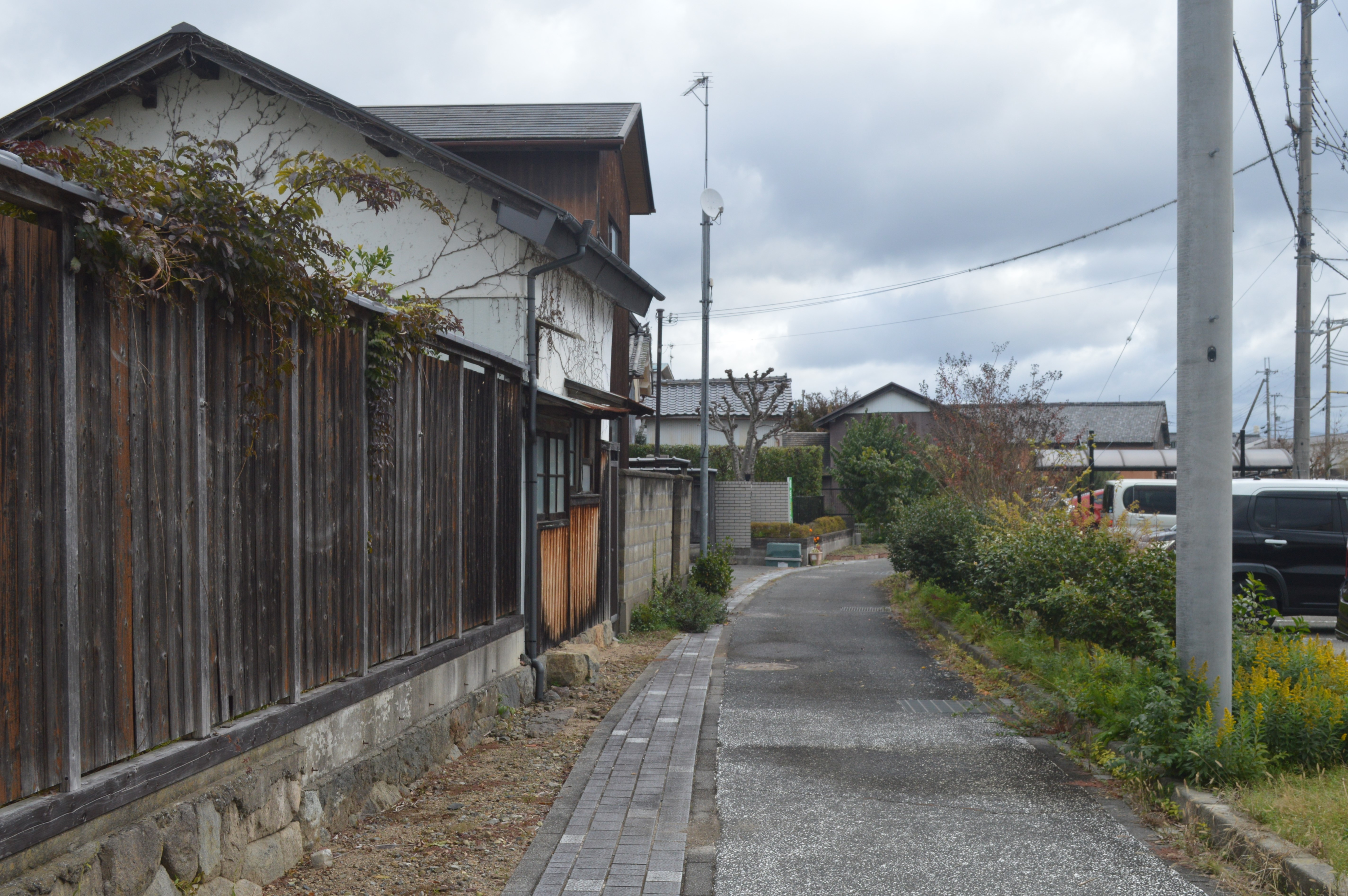
「土手裏のおちょぼ」の伝承が伝わる場所
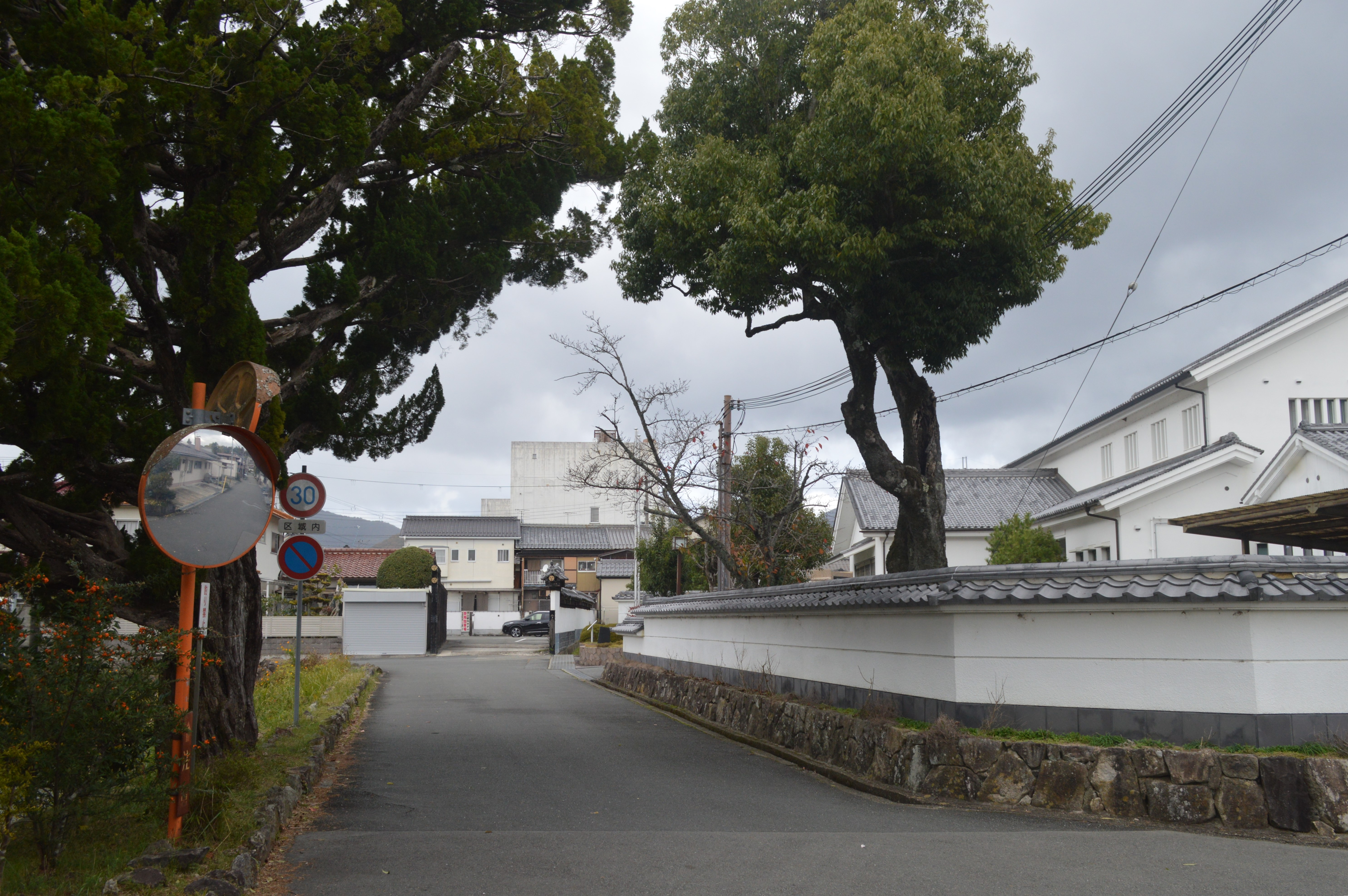
「坪井の榧の木」の伝承が伝わる場所
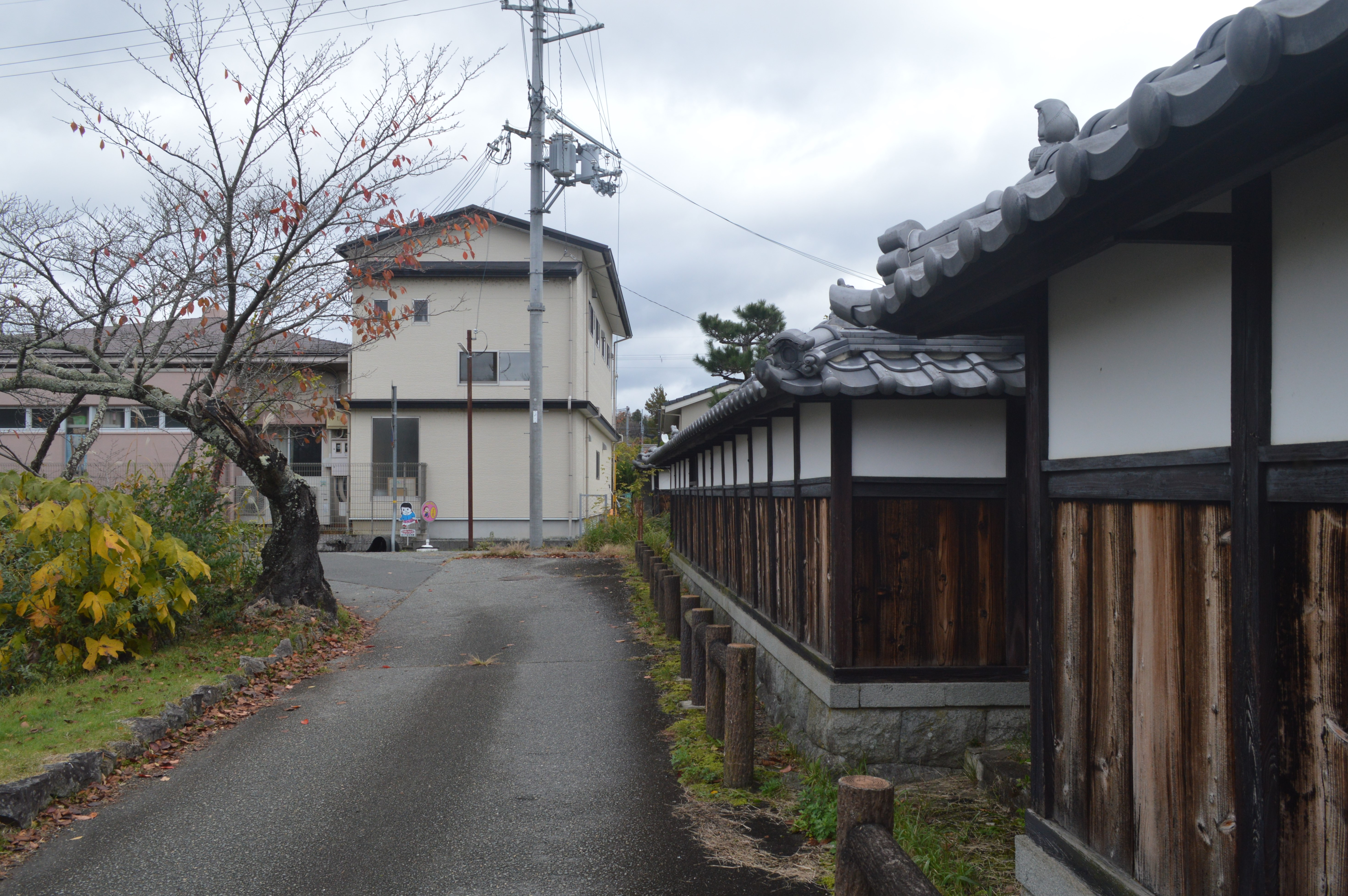
「田代の前」の伝承が伝わる場所
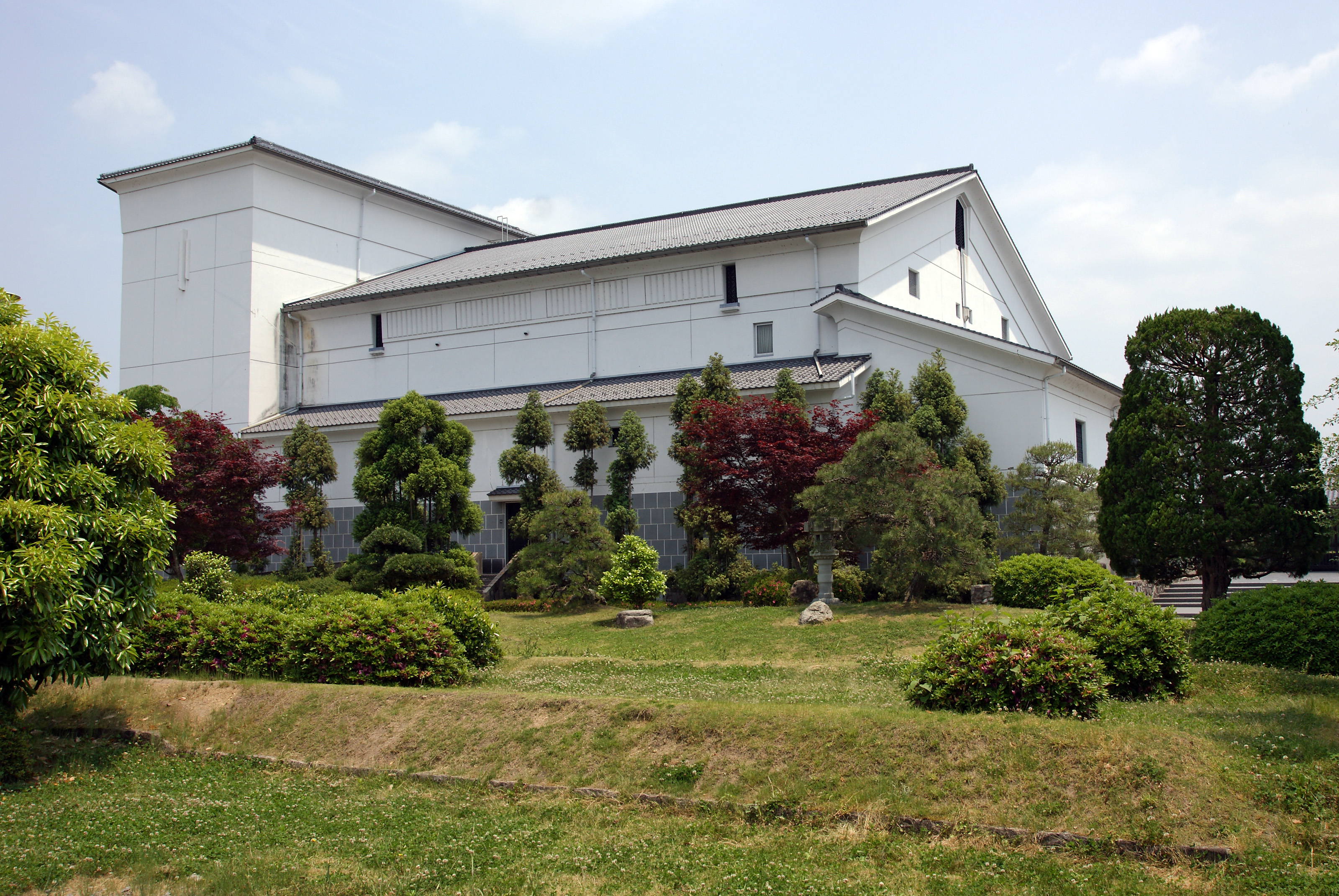
「一本松の見越しの入道」の伝承が伝わる場所
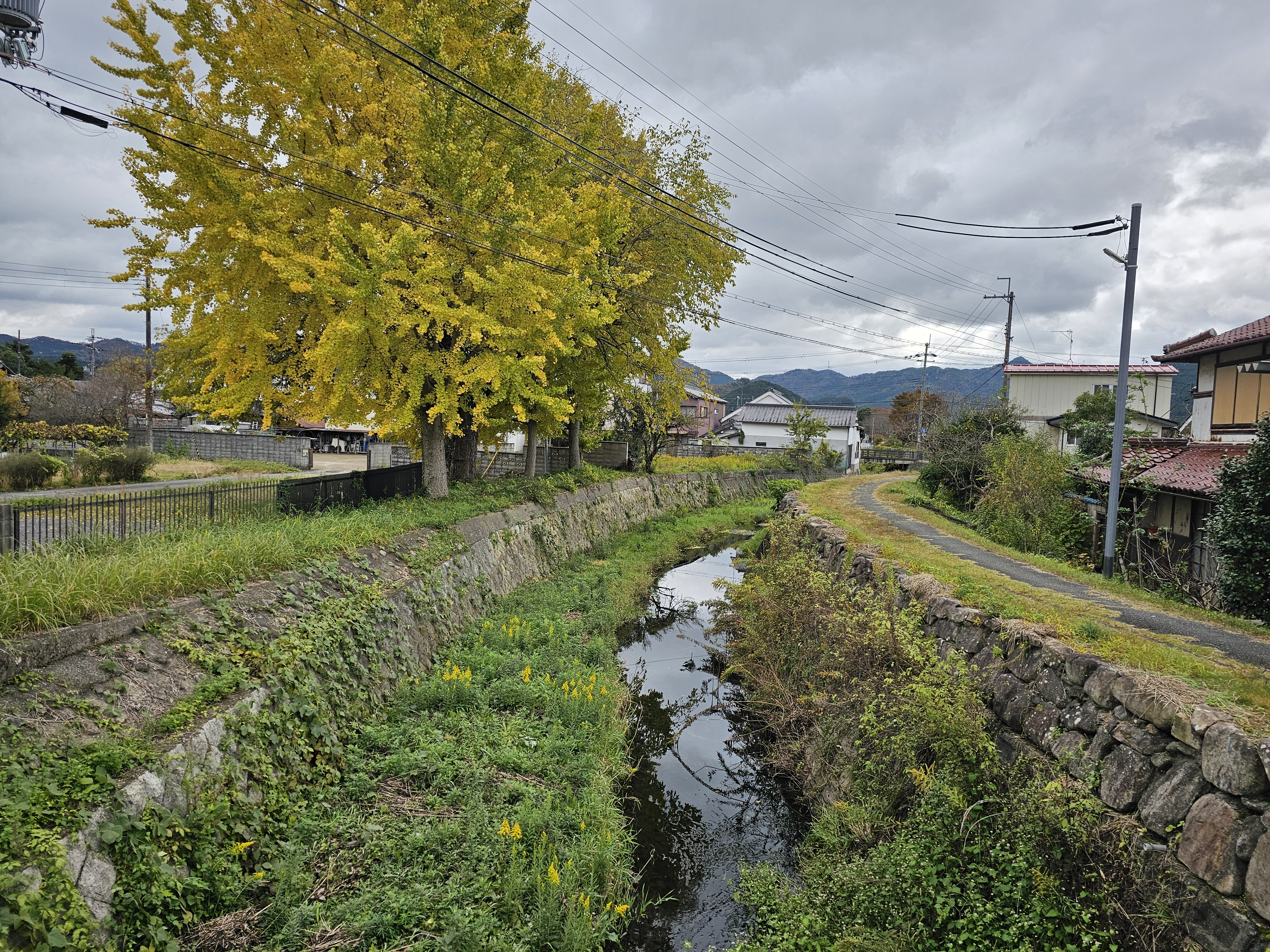
「川ン丁の鼻黒」の伝承が伝わる場所
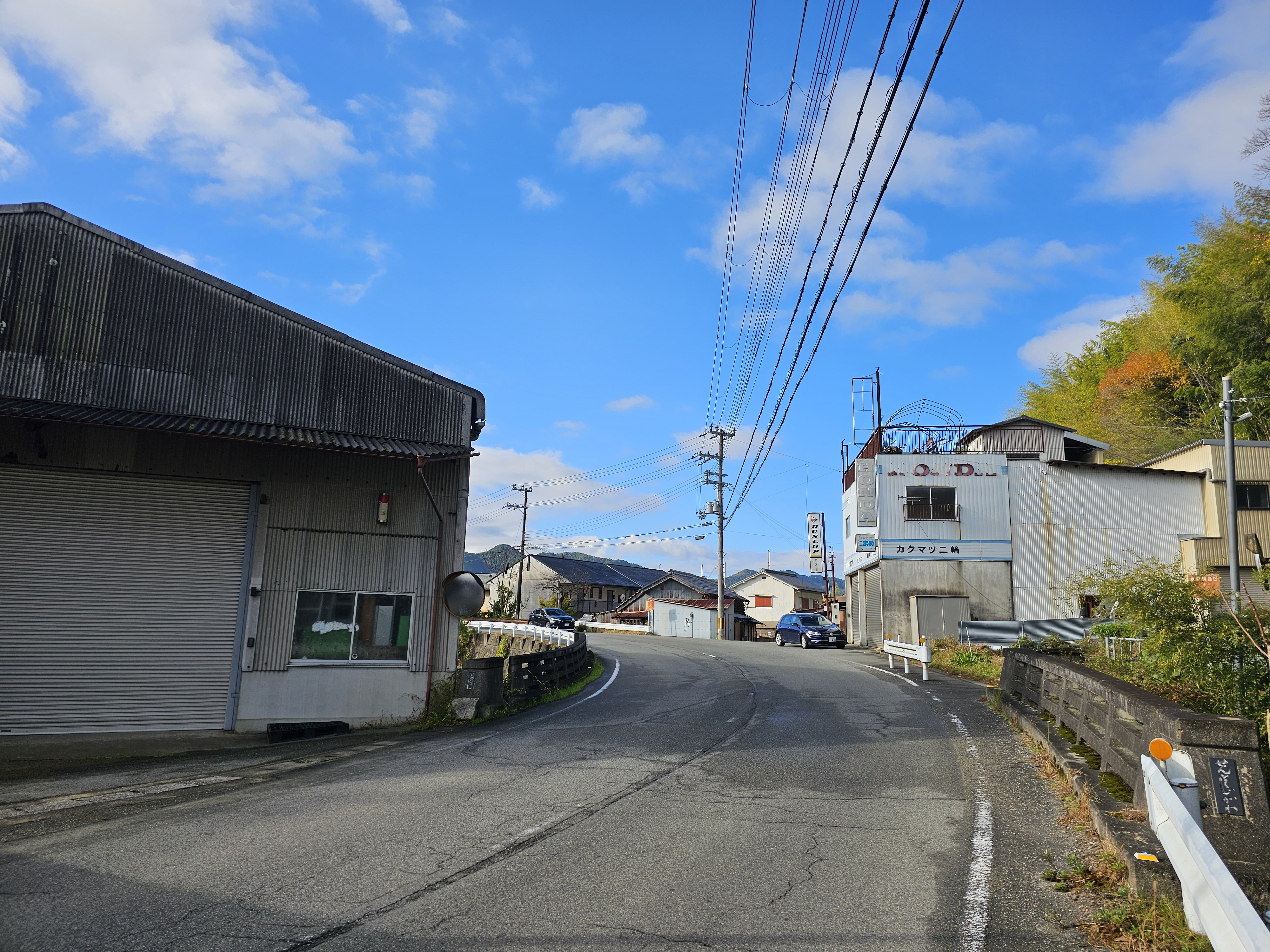
「観音橋の夜泣き榎」の伝承が伝わる場所
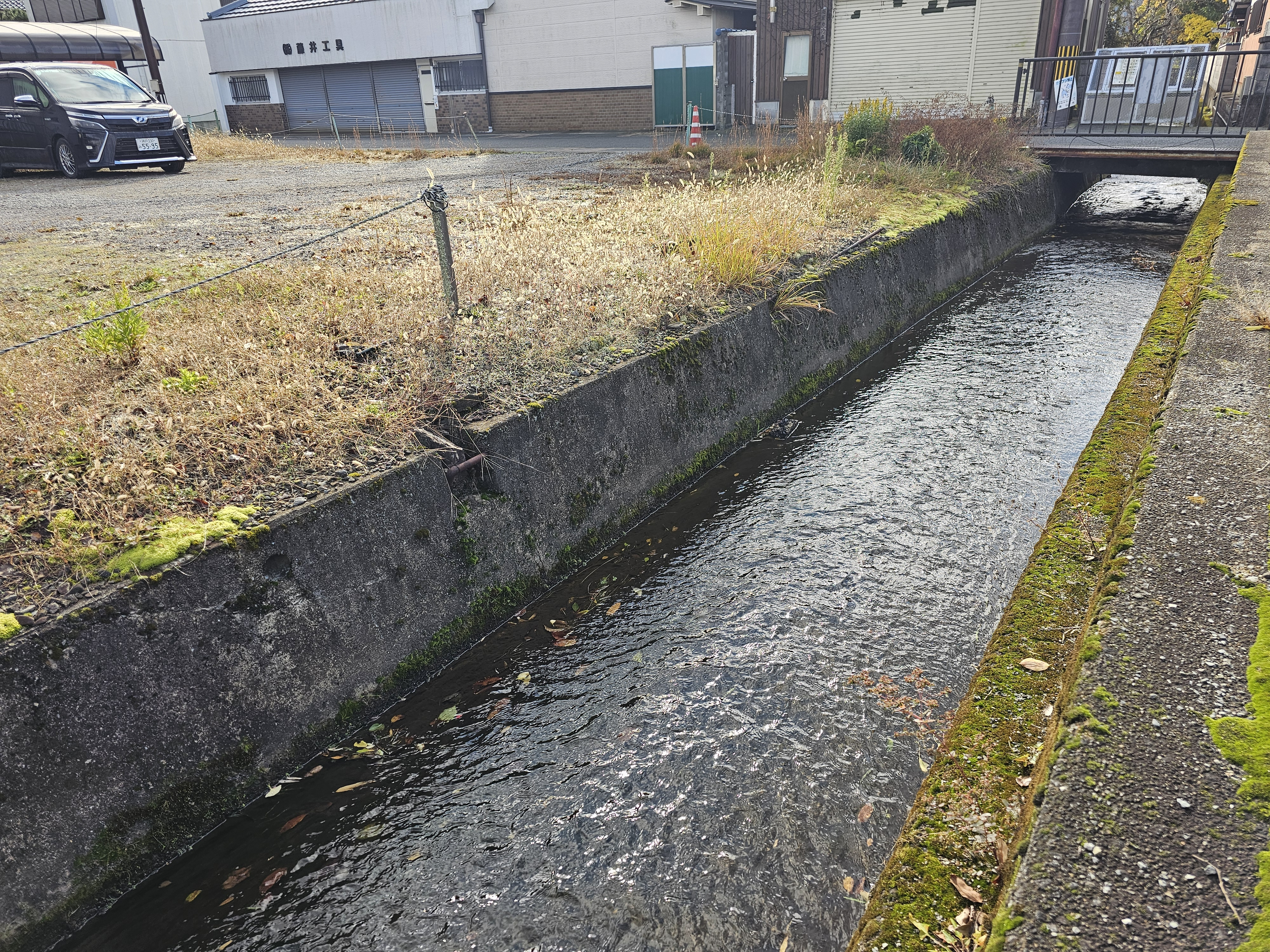
「番所橋の酒買い小僧」の伝承が伝わる場所

### 水木しげると妖怪「おとろし」

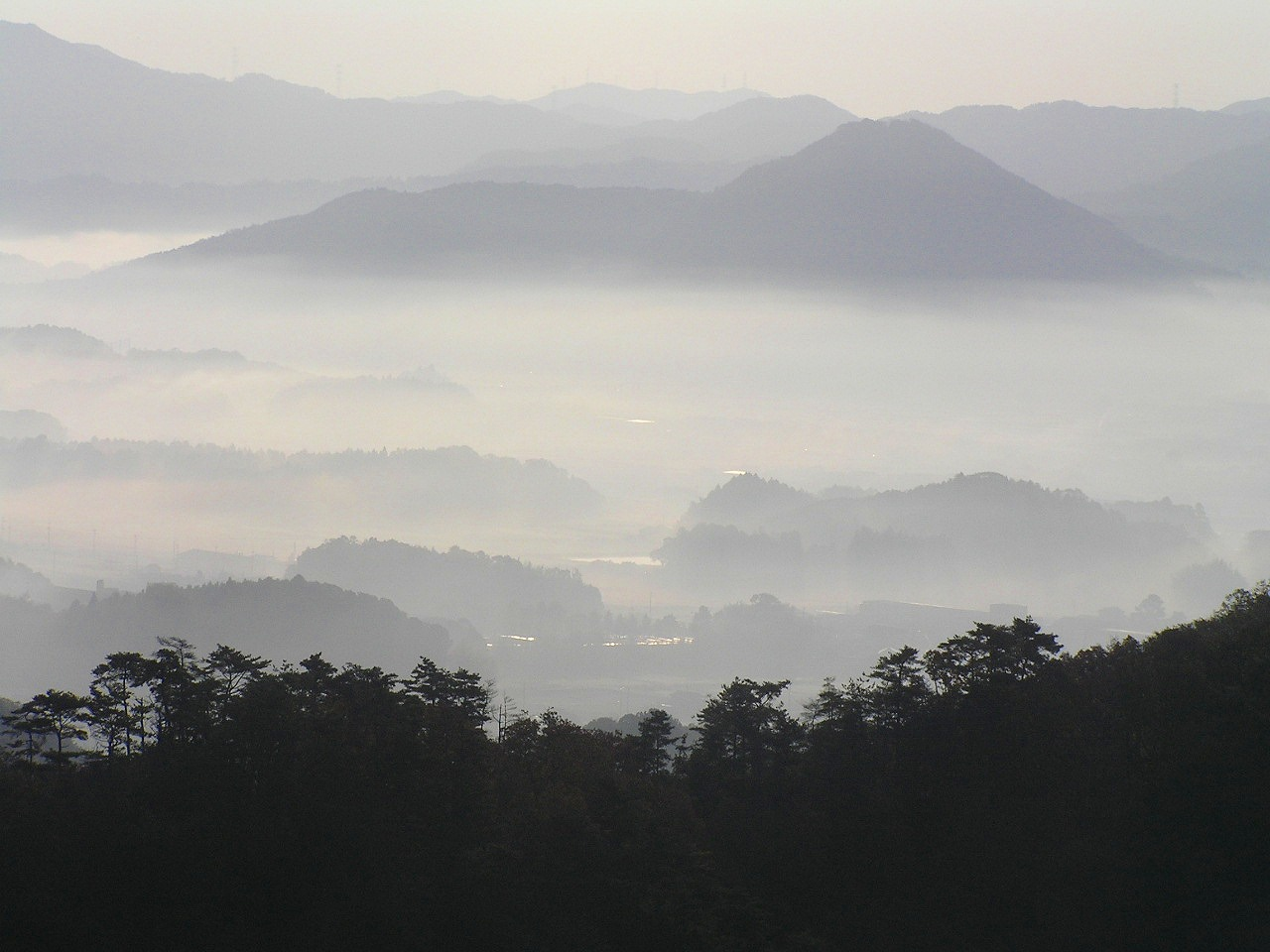
水木しげるは篠山に16歳の頃から一時家族3人で暮らしていた。ここから篠山軽便鉄道と国鉄を乗り継いで大阪の美術学校へ通ったが、自伝小説に軽便鉄道のことと通学が大変だったことを記している。

水木しげるが16歳の頃に、父が篠山支店長に転勤になったため、一人で大阪天王寺の桃谷のアパートに住むのも不経済だという理由から、篠山に家を一軒借り、母も境港から出てきて、3人で住んでいた。兄と弟は学校の寮にいた。しかし、篠山から大阪の美術学校まで通うのが一苦労であったらしく、水木は自伝小説『ほんまにオレはアホやろか』（新潮文庫）に「なにしろ、デカンショ節に、丹波篠山の山奥と歌われたぐらいで、デカンショ節の時代よりは開けているといっても、山奥にはかわりない。軽便鉄道という、日本にこんな鉄道がよくあったものだと思われるぐらい、小さな汽車に乗って二、三十分も行くと、国鉄篠山口という乗り換え駅に着く。それから、また大阪まで乗るのだからたいへんなのだ。」と書いている。また、水木は18歳の頃、この篠山の山中の祠で、長い髪の毛と恐ろしい顔だけの妖怪で、神社で不心得者や悪戯をする者を見つけると突然上から落ちてきて脅かす『おとろし』らしきものに出遭ったことがあると『水木しげるの憑物百怪』（小学館文庫）に記している。

### 音楽
- メロマン室内管弦楽団

## 出身関連著名人

### 出身著名人
- 本郷房太郎
- 本庄繁
- 桂文珍
- 黒川純一良
- 旭堂南左衛門
- 小山拓土
- 梶原誠　KBS京都（アナウンサー）
- 河合隼雄
- 河合雅雄
- 下中弥三郎
- 白石乃梨
- 田村直也
- ちめいど
- 中林雅
- 畑佳秀
- 平野零児
- 村山康文
- 森田まりこ（西紀町出身）
- 千紗（元girl next door）
- オカザワ カズマ (キュウソネコカミ)
- 瀬戸亀男
- 角谷淳志
- メロマン室内管弦楽団
- 山本良仙（天台宗の僧）
- 中森俊介
- 朝治武

### 関連著名人
ゆかりのある人物
- 水木しげる - 16歳の頃に、篠山に家を一軒借り、母も境港から出てきて、3人で住んでいた。
- 田中邦裕（実業家。さくらインターネット代表取締役社長）1989年から1992年までの間、市内に住んでいた。
- 日置有紀（車椅子モデル）

## 備考
- 戦時中、陸軍歩兵第170連隊の所在地で、1942年（昭和17年）11月16日にパラオ沖で米海軍潜水艦の雷撃により輸送船とともに陸軍史上前例のない軍旗海没をさせる。再交付されず、不名誉部隊として現地で解体されその後、歩兵は懲罰的に太平洋の各激戦地に送り込まれ終戦時の帰還者は僅少であった。太平洋戦争前は日中戦争で広東攻略で多大な軍功をあげている。
- 2006年夏に、篠山盆地付近に分布する地層篠山層群（中生代白亜紀前期、一億四千万年前～一億二千万年前）で肉食恐竜の歯、草食恐竜の尾椎、肋骨等の化石が発見され丹波竜と名付けられた。なお、実際の発見場所は西隣の丹波市山南町である。この地層は白亜紀前期に大陸内部の湖で堆積したものであり、日本の恐竜化石発見のメッカとなっている手取層群と類似した特徴を持っている。肉食恐竜化石は近畿初の発見であり、草食恐竜の化石は一体分が元の位置を保ってまとまっている可能性が高く、これは日本初のことである。今後、篠山層群は国内有数規模の恐竜化石産地となる可能性が高い。
- 明治時代に阪鶴鉄道（現在のJR福知山線）が開通したとき、当時の住民が鉄道が通ることに反対したため、駅が市街から遠く離れたところにつくられた（現在のJR篠山口駅）という説がある。そのために市の発展が遅れたという見方もあるが、当初より阪鶴鉄道は篠山中心地を迂回するルートを一切想定しておらず、いわゆる鉄道忌避伝説の代表的な例といえる。